# Bolesław III Krzywousty

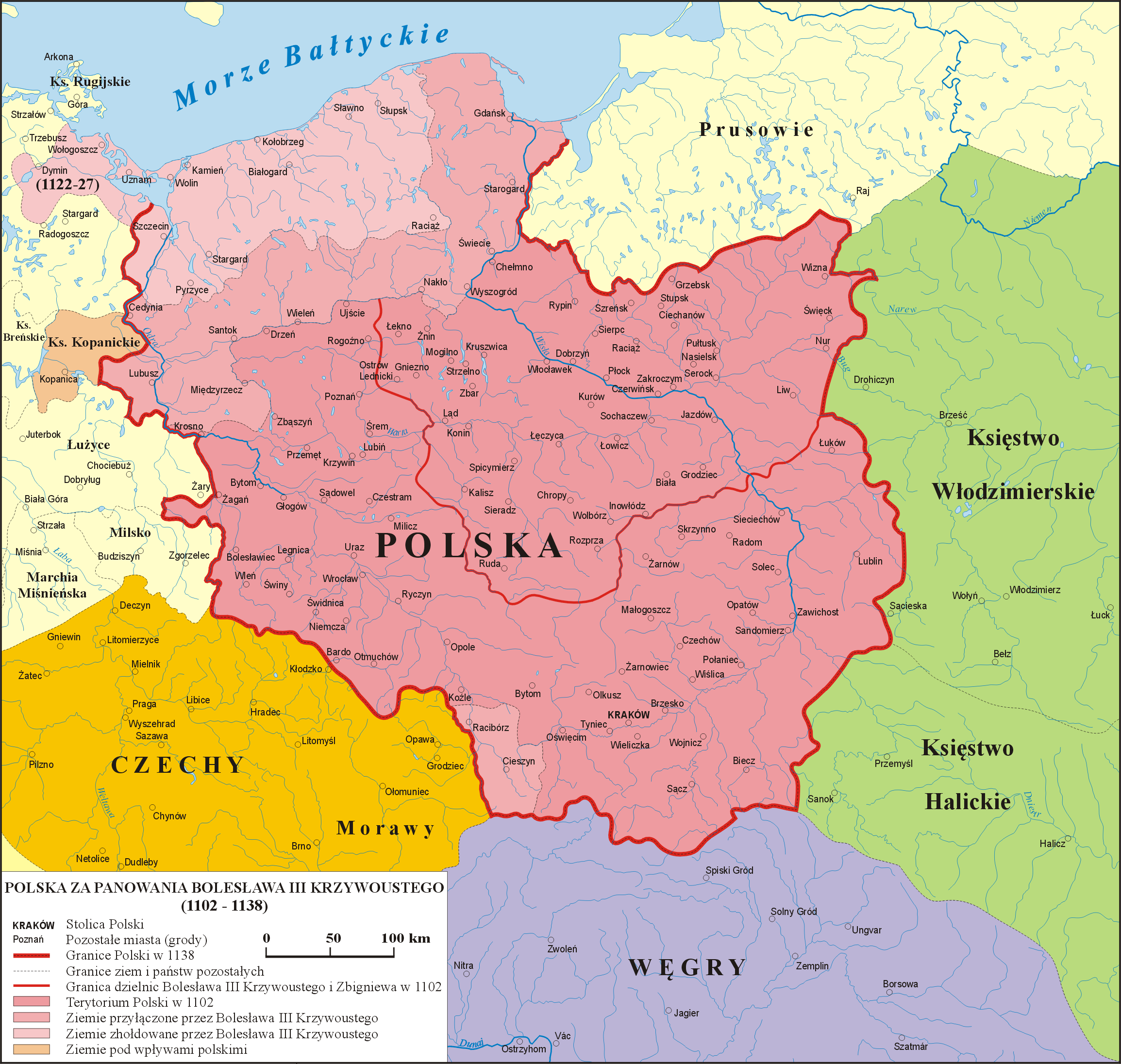
Polska za panowania Bolesława III Krzywoustego

Bolesław III Krzywousty (ur. 20 sierpnia 1086, zm. 28 października 1138) – książę małopolski, śląski i sandomierski w latach 1102–1107, książę Polski w latach 1107–1138. Pochodził z dynastii Piastów, był synem Władysława I Hermana i Judyty czeskiej, córki króla Czech Wratysława II, oraz ojcem książąt: Władysława II Wygnańca, Bolesława IV Kędzierzawego, Mieszka III Starego, Henryka Sandomierskiego i Kazimierza II Sprawiedliwego.
Bolesław rozpoczął panowanie w latach 90. XI wieku, gdy władza centralna w Księstwie Polskim znacznie osłabła. Władysław Herman podzielił swoje księstwo, pozostawiając sobie formalnie władzę zwierzchnią, lecz realnie popadł w zależność polityczną od swojego palatyna, Sieciecha. Bolesław i jego brat Zbigniew po kilkuletnich walkach w 1101 wygnali z kraju komesa wspieranego przez Hermana. Po śmierci Władysława w 1102 powstały dwa niezależne organizmy państwowe, podległe Bolesławowi i Zbigniewowi.
Dążenie Bolesława do zdobycia Pomorza wywołało konflikt zbrojny między braćmi, w którego następstwie Zbigniew musiał uchodzić z kraju i szukać pomocy militarnej na dworze niemieckim. Bolesław skutecznie odparł zbrojną interwencję króla niemieckiego Henryka V w 1109 i ukarał Zbigniewa oślepieniem, wskutek którego ten zmarł. Wymierzona bratu kara wywołała oburzenie wśród zwolenników Zbigniewa, czego następstwem był kryzys polityczny w Polsce. Krzywousty zażegnał go, odprawił publiczną pokutę i odbył pielgrzymkę do klasztoru swego patrona, św. Idziego, na Węgrzech.
Bolesław układał się z Rusią i Węgrami w celu zerwania zależności politycznej od Niemiec i ich wasala, króla Czech, któremu Polska w momentach słabości politycznych była zmuszona do płacenia daniny ze Śląska. Zawarte na wschodzie sojusze pozwoliły księciu polskiemu skutecznie obronić państwo przed najazdem Henryka V w 1109. Kilka lat później, umiejętnie wykorzystując spory dynastyczne w Czechach, Bolesław zdołał zapewnić pokój na granicy południowo-zachodniej.
Drugą połowę rządów Bolesław poświęcił na podbój Pomorza. W początkowym okresie samodzielnego panowania w Księstwie Polskim granica północna, przebiegająca wzdłuż rzek Warty i Noteci, nie stanowiła dostatecznej ochrony państwa. W 1113 Bolesław, opanowując północne twierdze wzdłuż Noteci, umocnił granicę z Pomorzanami. W kolejnych latach książę przedsięwziął kroki w kierunku podboju Pomorza. Zażegnanie konfliktów ze Świętym Cesarstwem Rzymskim umożliwiło Bolesławowi wcielenie do Księstwa Pomorza Gdańskiego i podporządkowanie Pomorza Zachodniego. Wyprawy wojenne Bolesława, prowadzone w trzech etapach, zakończyły się w latach 20. XII w. militarnym i politycznym sukcesem. Integrację nowo przyłączonych terenów z pozostałymi ziemiami Bolesława Krzywoustego miała umożliwić chrystianizacja Pomorza i organizacja na tych terenach struktur kościelnych.
W latach 30. XII w. Bolesław uwikłał się w spór dynastyczny na Węgrzech. Przegrał z koalicją procesarską i został zmuszony do układów z Niemcami. W 1135 doszło do zjazdu w Merseburgu, na którym poruszono kwestię Pomorza, Śląska (prawdopodobnie także Polski) i ówczesnego zwierzchnictwa arcybiskupstwa magdeburskiego nad Kościołem w Polsce.
Bolesław był żonaty dwa razy. Małżeństwo z Rusinką, Zbysławą, dawało mu pretekst do interwencji zbrojnej w sprawy wewnętrzne rozbitej dzielnicowo Rusi. Po śmierci Zbysławy Bolesław ożenił się z Niemką, Salomeą, co poniekąd było przyczyną zmiany w polityce zagranicznej Polski: w drugiej połowie swoich rządów książę dążył do odbudowania stosunków dyplomatycznych z zachodnim sąsiadem. Swoim testamentem Bolesław określił zasady dziedziczenia i sprawowania władzy w państwie po swojej śmierci, czym zapoczątkował rozbicie dzielnicowe Polski.
Bolesław Krzywousty został uznany przez historiografię za obrońcę ówczesnej Polski. Większość życia poświęcił polityce pomorskiej i chrystianizacji tych ziem. Książę utrzymał również niezależność polskiego Kościoła, pomimo chwilowego niepowodzenia w latach 30. XII wieku. Krzywousty, mimo osiągnięć, popełniał także błędy. Zbrodnia na przyrodnim bracie Zbigniewie i późniejsza pokuta wyrażała jego wielkie ambicje i umiejętność znajdowania kompromisu.

## Dzieciństwo Bolesława

### Sytuacja Księstwa Polskiego w II poł. lat 80. XI wieku
W 1086 władza Władysława Hermana w Polsce została zagrożona przez koronację Wratysława II na króla Czech i Polski oraz sojusz tego ostatniego z królem węgierskim Władysławem I. W tym samym roku władca Polski przywołał z węgierskiego wygnania swego bratanka Mieszka Bolesławowica (wraz z jego matką), jedynego syna Bolesława II Szczodrego i prawowitego dziedzica korony polskiej. Za cenę uznania swojej władzy Władysław Herman powierzył mu dzielnicę krakowską. Sytuację księcia polskiego komplikował brak dziedzicznego potomka. Pierworodny syn Zbigniew nie mógł być brany pod uwagę, ponieważ pochodził z nieuznanego przez Kościół związku. Władysław Herman poprzez sprowadzenie Mieszka do Polski unormował napięte stosunki z Węgrami i ich sojusznikiem – Rusią Kijowską. W 1088 doprowadził do małżeństwa bratanka z księżniczką ruską. Pozwoliło to Hermanowi na wzmocnienie swojego autorytetu i zahamowanie dalszych napięć w stosunkach międzynarodowych.

### Narodziny Bolesława

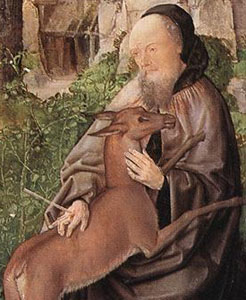
Św. Idzi – według Galla Anonima Władysław i Judyta zawdzięczali świętemu narodziny Bolesława

Gall Anonim w swojej (łac.) Chronica et gesta ducum sive principum Polonorum (Kronika polska) opisał okoliczności związane z narodzinami Bolesława, którego rodzice – Władysław Herman i Judyta czeska – za radą biskupa poznańskiego Franka wyprawili do sanktuarium św. Idziego w Saint-Gilles w Prowansji poselstwo z darami wotywnymi (m.in. złotym posążkiem wielkości dziecka) w intencji narodzenia potomka. Uroczystemu poselstwu księcia Hermana przewodził kapelan księżnej Judyty, Piotr.
Ustalenie daty dziennej i rocznej narodzin Bolesława Krzywoustego jest ściśle związane z kwestią ustalenia daty śmierci jego matki – Judyty czeskiej. Badacze literatury przedmiotu budują swoje wywody w oparciu o następujące informacje, znajdujące się w tekstach źródłowych:
- Gall Anonim w (łac.) Cronicae Polonorum podał, że Judyta czeska urodziła Bolesława w dzień św. Stefana króla[17] (w XI wieku przypadało ono 20 sierpnia[18]). Zaniemógłszy następnie, Judyta zapadła na zdrowiu i umarła w noc narodzenia pańskiego[17] (czyli 24/25 grudnia). Gall nie podał w swojej kronice żadnej daty rocznej[19].
- Kosmas napisał w (łac.) Chronica Boëmorum (Kronika Czechów), że Bolesław urodził się trzy dni przed śmiercią Judyty, która umarła w VIII Kalendy stycznia (25 grudnia) 1085 roku[20].
- Kalendarz krakowski podał, że księżna zmarła 24 grudnia 1086[21], ograniczając wskazanie faktu narodzenia Bolesława do podania roku 1086[22].
- Nekrolog opactwa w Saint-Gilles datę śmierci Judyty podał na dzień 24 grudnia 1086[23].
- Rocznik kapituły krakowskiej (ściśle powiązany z Kalendarzem krakowskim) odnotował datę śmierci Judyty – 24 grudnia 1086[24].

### Dyskusje wokół daty narodzin księcia

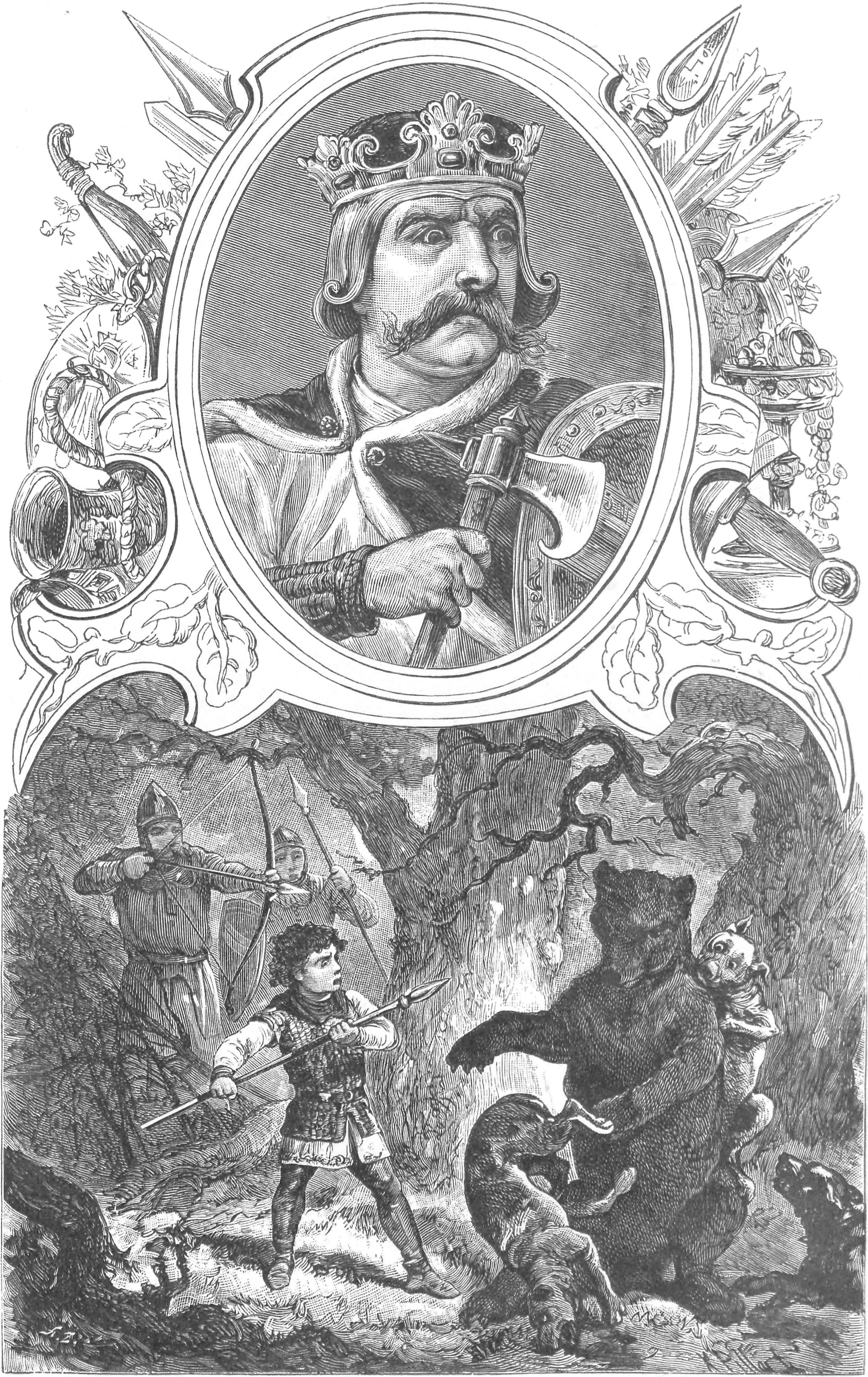
Bolesław Krzywousty w cyklu Wizerunki książąt i królów polskich Ksawerego Pillatiego z 1888

August Bielowski (historyk II poł. XIX w.) ustalił datę śmierci Judyty na 28 grudnia 1085 oraz dzień urodzin Bolesława Krzywoustego na 26 grudnia 1085. Według niego Gall popełnił dwie pomyłki. Po pierwsze, zamiast w niedzielę po Narodzeniu Pańskim napisał błędnie w niedzielę Narodzenia Pańskiego. Po drugie, św. Szczepana Męczennika (wspomnienie 26 grudnia) nazwał błędnie św. Stefanem królem (wspomnienie 20 sierpnia). Obie poprawki prowadzą do daty urodzin Bolesława 26 grudnia. Badacz ustalił rok narodzin, dopasowując te ustalenia do cyklu tygodni: 28 grudnia przypadał w niedzielę w 1085. Oswald Balzer zarzucił Bielowskiemu nieuwzględnienie datacji podanych w innych źródłach.
Oswald Balzer (historyk i genealog przełomu XIX/XX w.) ustalił datę zgonu Judyty na noc z 24 na 25 grudnia 1086, zaś dzień urodzin Bolesława Krzywoustego na 20 sierpnia 1086. Według niego, jeżeli Judyta umarła w nocy z 24 na 25 grudnia, to możliwe są rozbieżności w określeniu daty dziennej tego wydarzenia (24 lub 25 dzień miesiąca). Wszystkie znane źródła, wskazujące datę dzienną śmierci Judyty, miałyby w takim razie rację. Gall napisał, że Judyta umarła wkrótce po urodzeniu syna. Późniejsze źródła interpretują to jako śmierć w połogu i tak samo mógł uczynić czeski kronikarz Kosmas, który informacji nie otrzymał z pierwszej ręki. Stąd wynikałaby jego pomyłka. Natomiast właściwą – wskazaną przez Galla – datą narodzin Bolesława byłby dzień 20 sierpnia. Zgodnie z tradycją średniowieczną rok rozpoczynał się 25 grudnia. W takim razie z przekazu Kosmasa należy wnioskować, że Bolesław urodził się jeszcze w 1085. To jednak kłóci się z informacją zapisaną w Kalendarzu krakowskim, który podał rok 1086. Judyta była tytułowana przez autorów Kalendarza królową – (łac.) regina Polonie, a tytuł ten mogłaby posiadać dopiero po koronacji swojego ojca Wratysława na króla Czech i Polski 15 czerwca 1086 (według Kosmasa). Karol Maleczyński dostrzegł słabe strony wywodu Balzera, który podał datę koronacji Wratysława II za Kosmasem. Większość badaczy natomiast wskazuje, że koronacja miała miejsce 15 czerwca 1085, więc Judyta mogła być nazwana królową już rok wcześniej.
Karol Maleczyński (historyk, mediewista), w latach 30. XX w. ustalił, że śmierć Judyty nastąpiła w noc z 24 na 25 grudnia 1085, a Bolesław Krzywousty urodził się 20 sierpnia 1085. Badacz uznał, że data z Rocznika kapituły krakowskiej (24 grudnia 1086) jest tożsama z datą podaną przez Kosmasa (25 grudnia 1085). Różnica zapisu wynikała z odmiennego stylu datowania: Kosmas rozpoczynał rok według kalendarza juliańskiego – 1 stycznia, Rocznik zaś zgodnie ze stylem (łac.) a nativitate – 25 grudnia. Według Kazimierza Jasińskiego Maleczyński nie uwzględnił, że różnica roku w obu stylach zachodzi jedynie w okresie 25–31 grudnia. Dnia 24 grudnia 1086 nie można więc przemianować w sposób zastosowany przez badacza i obie daty nie są tożsame.
Wojciech Szafrański (archeolog) w poł. XX w. powrócił do ustaleń Bielowskiego: Judyta zmarła 28 grudnia 1085, zaś Bolesław urodził się 26 grudnia 1085. Według Szafrańskiego Kosmas użył określenia VIII Kalendy stycznia, mając na myśli nie konkretny dzień, lecz datę około tego terminu. Natomiast w Kronice Galla należy czytać, że Judyta zmarła nie w święto Bożego Narodzenia, lecz w niedzielę w Oktawie Bożego Narodzenia. Wykorzystując tak poszerzony zakres dni, badacz ustalił datę narodzin Bolesława na święto Szczepana Męczennika 26 grudnia. Za Bielowskim historyk podał rok 1085. Jasiński wskazał na słabe strony wywodu Szafrańskiego: Gall nie napisał o oktawie, lecz konkretnie o nocy Bożego Narodzenia, natomiast sam badacz nie uwzględnił wszystkich źródeł, a także dotychczasowych osiągnięć badań nad genealogią.
Marian Plezia (historyk, mediewista) w poł. XX w. twierdził, że Bolesław urodził się 2 września 1085 lub 1086. Dzień św. Stefana króla, podany przez Galla, był także obchodzony 2 września. Jasiński uznał to ustalenie za bezpodstawne. W Polsce uroczystość św. Stefana króla została zapisana w Kalendarzu krakowskim  i kalendarzu Kodeksu Gertrudy pod dniem 20 sierpnia. Poza tym, gdyby Bolesław urodził się 2 września, Gall zapewne nadmieniłby, że nastąpiło to w dzień po uroczystości św. Idziego – 1 września, któremu przypisywano wstawiennictwo o poczęcie potomka Judyty i Władysława.
Kazimierz Jasiński (historyk, genealog) w II poł. XX w. podał datę zgonu Judyty na noc z 24 na 25 grudnia 1086, zaś dzień narodzin Bolesława na 20 sierpnia 1086. Historyk zgadza się z wynikami badań Balzera. Wspiera jego poglądy dodatkowymi argumentami: wszystkie źródła pochodne zaginionego Rocznika kapituły krakowskiej, tekstu najbliższego wydarzeniom, wskazują na rok 1086. Kosmas, pisząc swoją kronikę kilkadziesiąt lat później, prawdopodobnie korzystał z ustnych relacji i mógł popełnić błąd co do określenia roku. Określenie dnia urodzin Bolesława u Kosmasa trzy dni przed śmiercią Judyty należy czytać jako frazeologizm. oznaczający niedługi czas.
Współcześnie uznaje się, za Jasińskim oraz Balzerem, że Bolesław najprawdopodobniej urodził się w dzień św. Stefana króla – 20 sierpnia 1086.

### Pierwsze lata życia
Po narodzeniu Bolesława Krzywoustego sytuacja polityczna w Polsce uległa zmianie. Pozycja młodszego syna Hermana była zagrożona przez Mieszka Bolesławowica, co stanowiło prawdopodobną przyczynę śmierci tego księcia w 1089. W tym samym roku Władysław odesłał Zbigniewa do Saksonii. Tamże pierworodny syn księcia polskiego został umieszczony w żeńskim klasztorze w Kwedlinburgu. Fakt ten świadczył o dążeniu Władysława do pozbycia się Zbigniewa z kraju, uczynienia go mnichem i pozbawienia praw do sukcesji. Tym samym w krótkim czasie Herman wyeliminował z życia politycznego dwóch pretendentów do tronu polskiego i osłabił rosnącą wobec siebie opozycję. W ten sposób zapewnił sukcesję małoletniego Bolesława, któremu wyznaczył na opiekuna swojego palatyna, Sieciecha.

### Pozycja Sieciecha w państwie

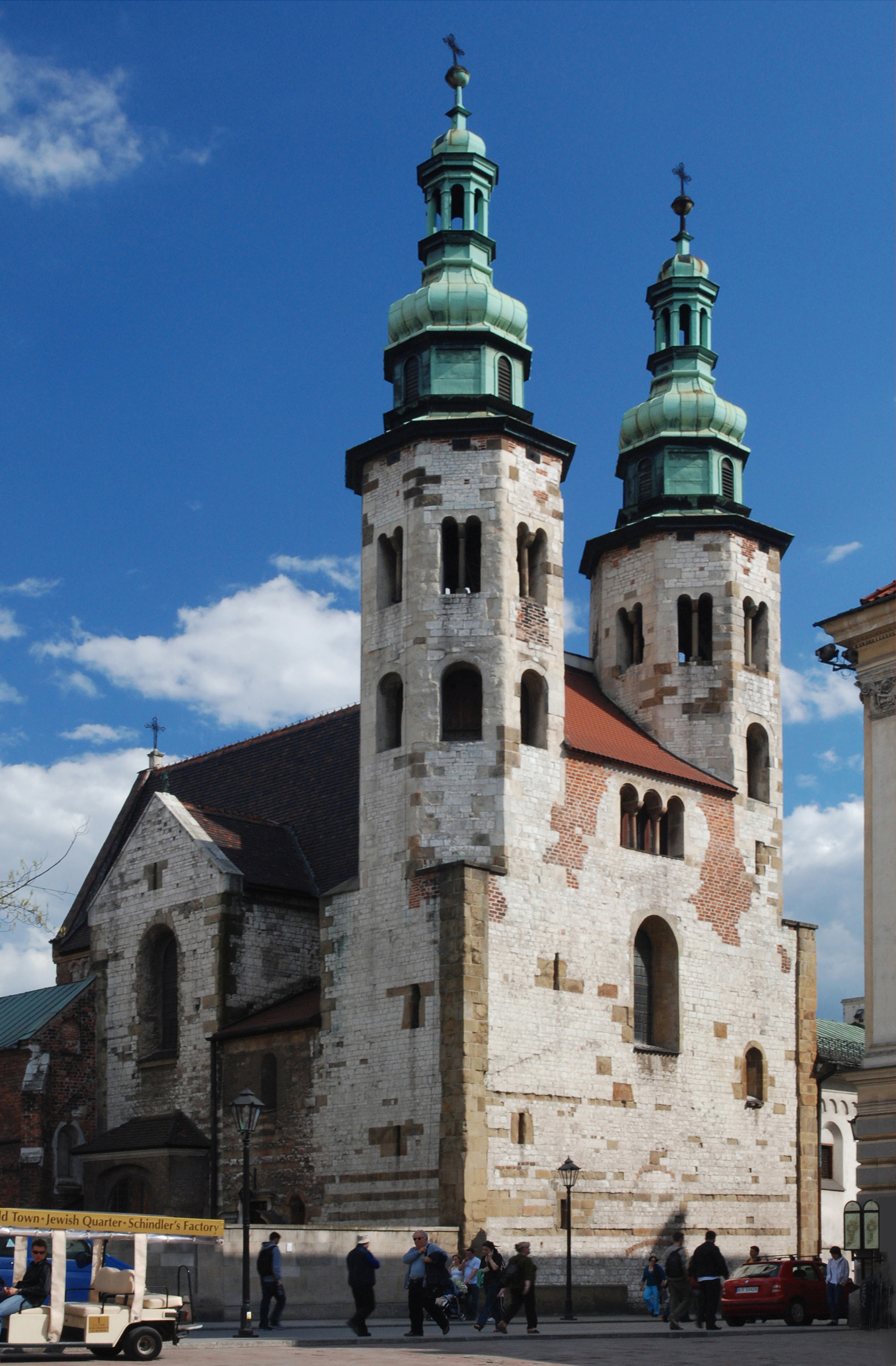
Kościół św. Andrzeja w Krakowie został zbudowany z fundacji Sieciecha (1079–1098)

Po wyeliminowaniu opozycji w państwie polskim Władysław Herman popadł w zależność od swojego stronnika, palatyna Sieciecha, któremu być może zawdzięczał wyniesienie na tron. Rosnący w sile Sieciech uzyskał poparcie żony Hermana, Judyty Marii, z którą wspólnie zaczął wprowadzać w życie plan przejęcia władzy. W 1090 Sieciech, z pomocą dowodzonego przez siebie rycerstwa polskiego, zdołał na krótko opanować i przyłączyć Pomorze Gdańskie. W ważniejszych grodach pomorskich umieszczono polskie załogi, pozostałe spalono w celu uniemożliwienia stawiania oporu. W kilka miesięcy później doszło do buntu miejscowych elit, co doprowadziło do przywrócenia suwerenności ziem wschodniopomorskich. W następnym roku zorganizowano wyprawę, której celem było podporządkowanie Księstwu Polskiemu ziem Pomorza Gdańskiego, jednakże w bitwie nad rzeką Wdą rycerstwo polskie poniosło klęskę. Niepowodzeniem zakończyła się także kolejna jesienna wyprawa, w której polskie oddziały wsparły czeskie posiłki.
Książę Bolesław dorastał w okresie, w którym po represjach Sieciecha (sprzedawanie w niewolę, usuwanie z urzędów, wyroki, wygnania) nastąpiła masowa emigracja polityczna z ziem polskich do Czech. Jej konsekwencją było porwanie i sprowadzenie w 1093 Zbigniewa do ojczyzny. Młody książę wraz z emigrantami politycznymi przybył do Wrocławia, gdzie początkowo był pod silnym wpływem opozycjonistów. Schronienia pierworodnemu udzielił kasztelan wrocławski Magnus. Herman uznał to za spisek śląskich możnych. Wyruszył na Wrocław wraz z posiłkami węgierskimi. Podczas nieudanej interwencji Hermana i po nielojalnych działaniach Węgrów, którzy uprowadzili Sieciecha i Bolesława, książę polski został zmuszony do uznania pierworodnego syna za swego prawowitego następcę. Wydany w 1093 akt legitymizacji przyznawał starszemu synowi prawa pochodzenia i dziedziczenia tronu. Po ucieczce Sieciecha i Bolesława z niewoli na polecenie palatyna zorganizowano wyprawę na Śląsk i Kujawy celem unieważnienia aktu legitymizacji. Po przegranej bitwie nad Gopłem w 1096 Zbigniew został uwięziony, a następnie – na skutek interwencji biskupów w maju 1097 lub 1099 – uwolniony. Przywrócono mu także utracone prawa.

## Młodość Bolesława

### Podział księstwa na dzielnice
Po odkryciu rzeczywistych zamiarów Sieciecha i Judyty Marii Zbigniew nawiązał porozumienie z nastoletnim Bolesławem. Obaj bracia stanowczo zażądali przekazania im rządów. Herman zgodził się na podział swoich domen na dzielnice. Bolesław otrzymał Małopolskę, Śląsk, ziemię lubuską z zachodnim skrawkiem Wielkopolski sięgającym po granicę pomorską, Sandomierskie i przypuszczalnie Lubelskie po rzekę Bug (okolice Brześcia nad Bugiem). Zbigniew natomiast otrzymał Wielkopolskę (włącznie z Gnieznem), Kujawy, ziemię łęczycką, sieradzką oraz formalnie Mazowsze (z Płockiem), które zostało jednak pod kontrolą Hermana, podobnie jak ważniejsze grody w dzielnicy Bolesława, tj. Wrocław, Kraków i Sandomierz.
Podział państwa i dopuszczenie synów do współrządów zaniepokoiło Sieciecha. Palatyn rozpoczął przygotowania do rozprawy z braćmi. Wiedział, że podział kraju na dzielnice może osłabić jego pozycję. Nadal obsadzał stanowiska swoimi ludźmi w dzielnicach juniorów, co przy zarządzaniu centralnej administracji powodowało iluzoryczność podziału księstwa. Według historiografii niejasna stała się postawa Władysława Hermana, który opowiedział się za Sieciechem.

### Walki braci z palatynem
Bolesław i Zbigniew na wieść o zbliżającym się konflikcie postanowili zawiązać opozycyjną koalicję. Doszło do tego na wiecu zorganizowanym we Wrocławiu z inicjatywy możnowładcy polskiego Skarbimira z rodu Awdańców. Postanowiono usunąć dotychczasowego opiekuna Bolesława, Wojsława (powinowatego Sieciecha), oraz zorganizować wyprawę przeciw palatynowi. W 1099 pod Żarnowcem nad Pilicą doszło do starcia zbuntowanej opozycji z wojskami Hermana i Sieciecha. Buntownicy wygrali bitwę, a książę Władysław wyraził zgodę na trwałe usunięcie Sieciecha z zajmowanego stanowiska. W tym samym roku na Boże Narodzenie książę Bolesław doprowadził do krótkotrwałego pokoju z Czechami. Porozumienie zostało zawarte w Žatcu. Według Kosmasa Bolesław został miecznikiem swojego wuja Brzetysława II, księcia Czech. Za pełnioną funkcję Krzywousty miał otrzymywać zapłatę w wysokości 100 grzywien srebra i 10 talentów złota rocznie z trybutu ojca na rzecz Czech (chodziło o ziemie Śląska, za które Herman płacił daninę).
W kilka miesięcy później siły opozycji przeciwko palatynowi zostały skierowane w stronę Sieciechowa, gdzie ukrył się palatyn. Nieoczekiwanie Herman z niewielkimi oddziałami przyszedł z pomocą obleganemu. W tej sytuacji juniorzy postanowili pozbawić Hermana władzy. Zbuntowana opozycja skierowała Zbigniewa na Mazowsze. Miał on opanować stołeczny Płock, natomiast Bolesław wyruszył na południe. Zamiarem obu braci było otoczenie Hermana. Władysław przewidział manewr synów i skierował swoje siły na Mazowsze. Do konfliktu doszło w okolicach Płocka. Herman po przegranej bitwie zobowiązał się do wygnania Sieciecha z kraju. Na przełomie 1100/1101 palatyn opuścił Polskę, udając się na ziemie niemieckie. Do kraju wrócił po kilku latach, jednak w Księstwie Polskim nie odegrał już żadnej roli. Prawdopodobnie został oślepiony.

## Pierwsze lata panowania

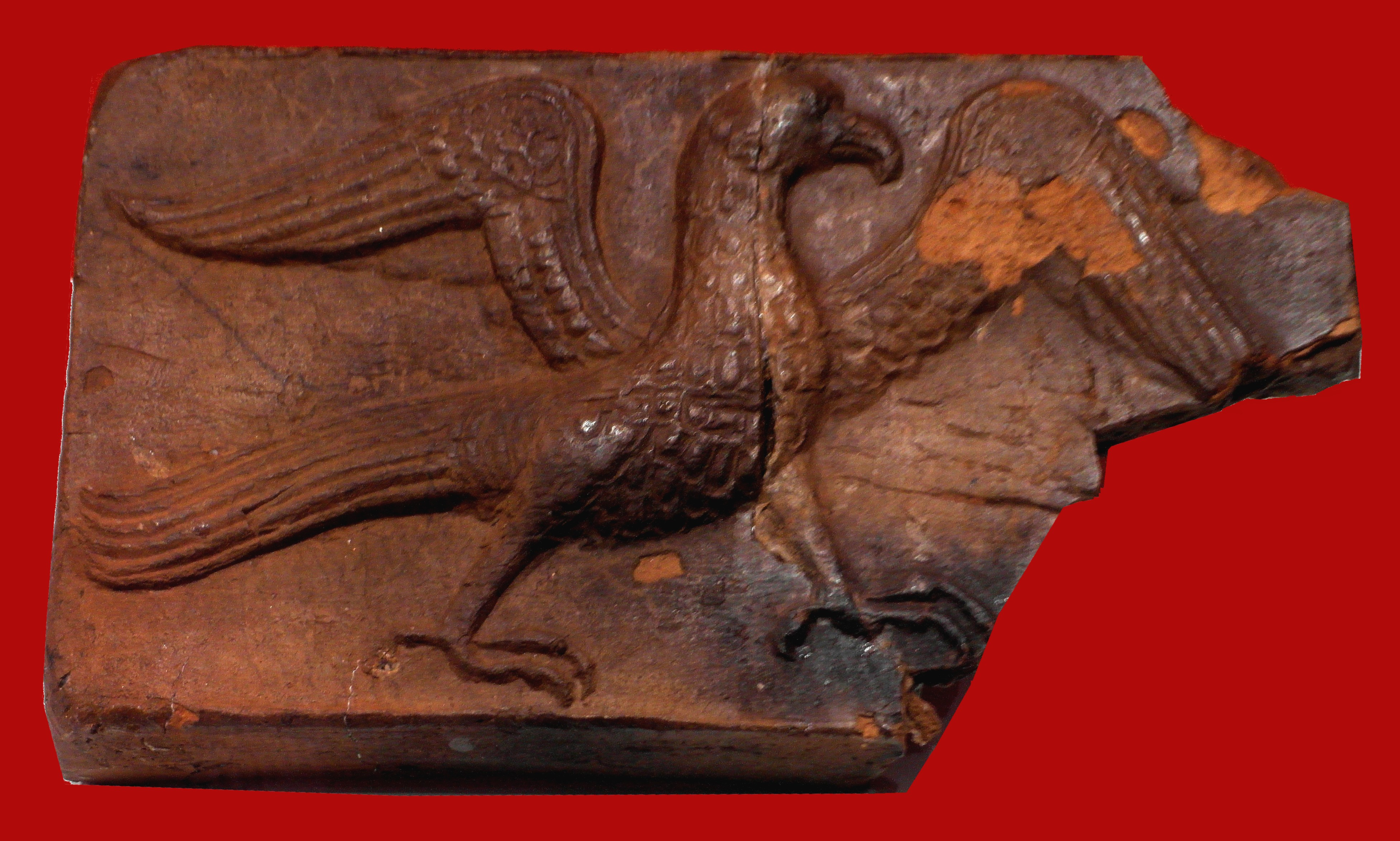
Płytka ceramiczna z wyobrażeniem orła, Gniezno XII wiek

Dzielnica Zbigniewa
     Dzielnica Bolesława III

### Walka o dominium (1102–1106)
Władysław Herman zmarł 4 czerwca 1102. Podział państwa polskiego, jaki dokonał się po śmierci Hermana, był zbliżony do tego sprzed kilku lat. Wydawało się, że ostatecznie zakończy on waśnie między braćmi, jednak stał się zapowiedzią kolejnych konfliktów na tle sprawowania władzy. Powstały dwa organizmy państwowe, nad którymi każdy z nich sprawował samodzielne rządy: Zbigniew nad ziemiami wielkopolsko-mazowieckimi z Kujawami, Bolesław natomiast nad małopolsko-śląskimi z Sandomierskiem. Według niektórych historyków Zbigniew usiłował odgrywać rolę princepsa, gdyż Bolesław w chwili śmierci ojca miał 16 lat. Był więc jeszcze zbyt niedoświadczony, aby samodzielnie kierować wyznaczonymi dzielnicami księstwa, duży wpływ na młodego księcia mieli możni skupieni wokół jego dworu, w tym jego wychowawca, Skarbimir z rodu Awdańców.
Dwa organizmy państwowe prowadziły osobną politykę tak wewnętrzną, jak i zewnętrzną. W kwestii polityki zagranicznej każdy z nich poszukiwał sojuszników, czasami prowadząc grę przeciw drugiemu. Newralgicznym punktem stała się sprawa Pomorza, w którego stronę Bolesław kierował swoje kroki polityczne. Zbigniew był zdecydowanym przeciwnikiem koncepcji brata, chcąc zachować z północnym sąsiadem dobre stosunki. Z jednej z pierwszych wypraw zorganizowanych na Pomorze przez Bolesława udało mu się zawrócić rycerstwo, co miało wywołać wściekłość juniora. Sytuacja ta nie trwała długo, gdyż już kolejne miesiące pokazały, że rycerstwo opowiedziało się za Bolesławem, wyprawiając się z nim kilkakrotnie na Pomorze (także na Prusy). Jesienią 1102 Krzywousty zorganizował wyprawę, podczas której jego wojowie zdobyli Białogard.
Odwetowe akcje zbrojne Pomorzan były jednak kierowane przeciw Zbigniewowi. Tenże nawiązał bliższe kontakty z Czechami, poprzez które chciał wywrzeć presję na Bolesławie i nakłonić go do odstąpienia od spraw pomorskich. Zawarł sojusz z Borzywojem II czeskim, któremu obiecał podległość lenną za okazaną pomoc. Junior natomiast, otoczony zewsząd wrogimi sąsiadami, widział wzmocnienie swojej władzy w kontaktach z Rusią i Węgrami. Mariaż ze Zbysławą Światopełkówną, księżniczką ruską, zawarty w 1103 miał przypieczętować przymierze ze wschodnim sąsiadem – Rusią Kijowską. Pierwszym jednak posunięciem dyplomatycznym księcia było uznanie papieża Paschalisa II, dzięki któremu zbliżył się do silnej opozycji antycesarskiej. Późniejszy pobyt legata papieskiego Gwalona z Beauwais w Polsce spowodował wzrost autorytetu juniora oraz uporządkowanie kwestii Kościoła.
Zbigniew odmówił przybycia na ślub Bolesława i Zbysławy. Dopatrywał się w małżeństwie juniora i układzie zawartym z Rusią Kijowską zagrożenia wymierzonego w niego. Dzięki przekupstwu ściągnął na dzielnicę juniora (Śląsk) najazd czesko-morawski Borzywoja II, roszczącego sobie pretensje do korony polskiej. W odpowiedzi na atak południowych sąsiadów Bolesław zorganizował dwa najazdy na Morawy. Mimo złupienia wielu grodów i wsi nie przyniosły one zamierzonego skutku. Podczas powrotu wojowie polscy pod dowództwem Żelisława zostali rozbici. Bolesław, dowodzący drugą wyprawą, także nie potrafił pokonać Czechów. Konflikt za pośrednictwem Skarbimira zakończono przekupstwem Borzywoja. Dzięki ogromnej sumie pieniędzy został zawarty krótkotrwały pokój z Czechami. Borzywoj natomiast odstąpił od sojuszu ze Zbigniewem. W celu sparaliżowania sojuszu starszego brata z Pomorzanami Bolesław przeprowadził wielokrotny atak na północną krainę w roku 1103 (bitwa o Kołobrzeg, którego nie zdobył) oraz w latach 1104–1105, zakończony pełnym sukcesem.
Wmieszanie się Krzywoustego w dynastyczne sprawy węgierskie doprowadziło go do trudnego położenia politycznego. Opowiedział się za pretendentem do tronu Węgier, Almosem, i podjął polsko-ruską wyprawę na Węgry. Podczas oblężenia Abaújvár w 1104 Almos zmienił kierunek działań i podjął rozmowy sojusznicze z Kolomanem, sprzymierzeńcem Zbigniewa. Bolesław musiał wycofać swoich wojów z Węgier. W 1105 zawarł przymierze z Kolomanem. Postanowiono, że Bolesław nie będzie wspierał Almosa, a Koloman – Zbigniewa. Węgrzy zerwali także układy z Czechami. Dynastyczne waśnie w Pradze pomiędzy Borzywojem a Świętopełkiem doprowadziły do wsparcia tego ostatniego przez polskiego księcia i węgierskiego dynastę. Celem głównym była próba osadzenia Świętopełka na tronie praskim. Ponowne pretensje Almosa do tronu węgierskiego spowodowały wycofanie się Kolomana z tego zamiaru. Krzywousty także wstrzymał wyprawę na Pragę. Świętopełk próbował samodzielnie opanować gród, poniósł jednak klęskę; próba przejęcia władzy w Czechach zakończyła się niepowodzeniem.
W tym samym roku (1105) Bolesław zawarł porozumienie z bratem, podobnie jak kilka lat wcześniej ze swą macochą Judytą Marią (za obfitą oprawę wdowią młody książę zapewnił sobie jej neutralność w rozgrywkach politycznych ze Zbigniewem). Zawarty w Tyńcu układ uważano za kompromis braci w kwestii polityki zagranicznej. Brak jednak porozumienia w sprawie polityki pomorskiej spowodował iluzoryczność tego pokoju. Został on przerwany rok później, kiedy starszy brat odmówił pomocy w walce z Pomorzanami. Bolesław został zaatakowany przez nich niespodziewanie podczas polowania. W nawiązanej bitwie junior nieomal stracił życie. Czesi, wykorzystując zaangażowanie Bolesława w sprawy pomorskie, zaatakowali Śląsk. Krzywousty nawiązał ponowne próby porozumienia się z bratem, które zakończyły się fiaskiem. Efektem tego było nawiązanie rozmów z czeskim dynastą w 1106. Bolesławowi udało się przeciągnąć czeskiego księcia Borzywoja II na swoją stronę. Po porozumieniu z węgierskim królem Kolomanem i przy pomocy ruskich wojów książę uderzył na Zbigniewa. Rozpoczęła się wojna domowa, która miała na celu przejęcie całkowitej władzy przez Bolesława. Połączone wojska bez większego problemu opanowały Kalisz, Gniezno, Spycimierz i Łęczycę, zajmując połowę domen seniora. Za pośrednictwem biskupa krakowskiego Baldwina doszło do zawarcia ugody w Łęczycy, w której Zbigniew oficjalnie uznał Bolesława za księcia zwierzchniego całej Polski. Jako lenno otrzymał Mazowsze, tym samym jego pozycja w państwie została zrównana z pozycją wielmożów polskich.

### Samodzielna władza

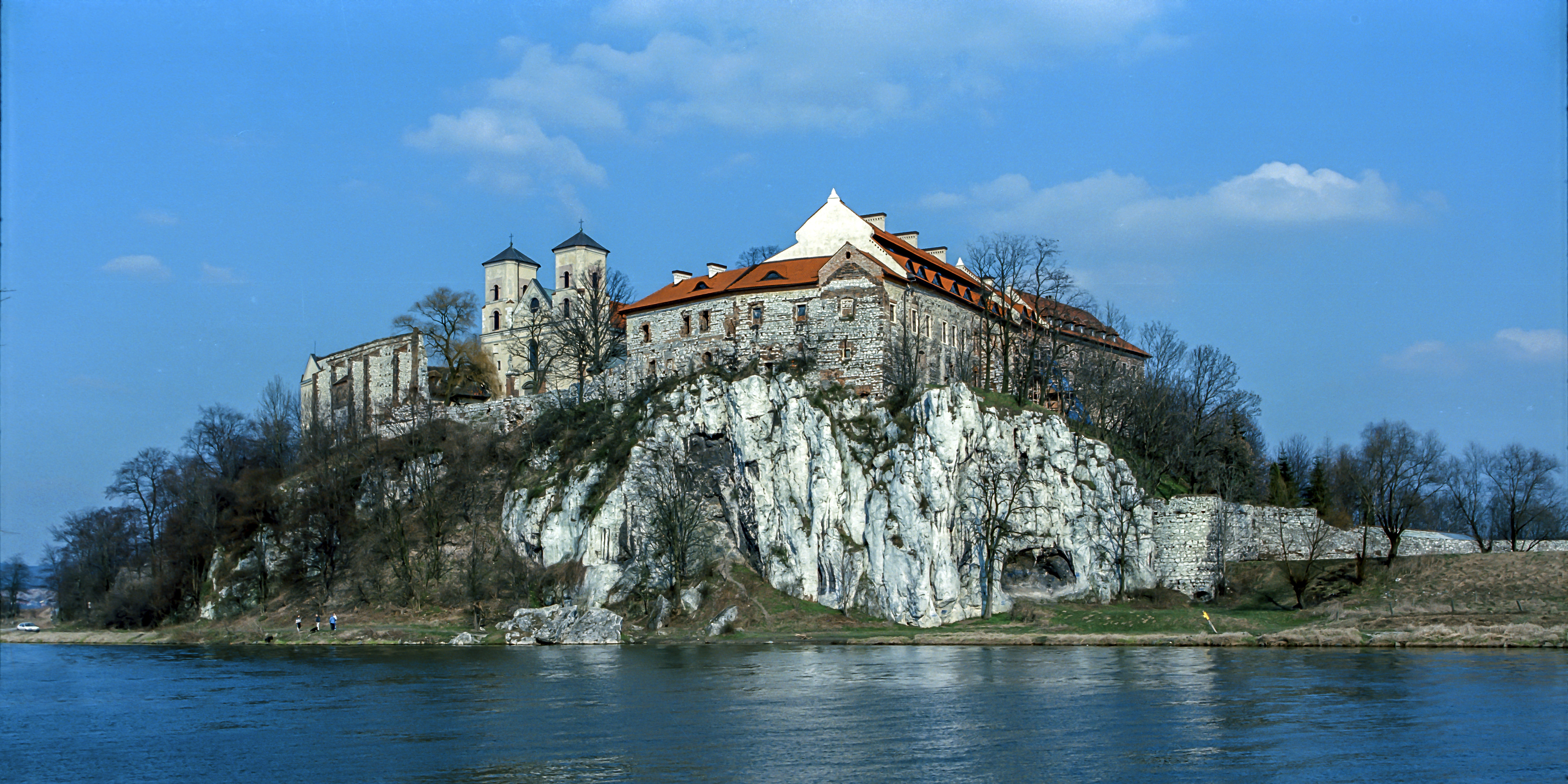
Przypuszczalnie w 1113 w opactwie w Tyńcu zmarł Zbigniew

#### Pierwsza wyprawa do Czech i wygnanie Zbigniewa
W 1107 Bolesław wraz z królem węgierskim Kolomanem przedsięwziął wyprawę przeciw Czechom celem obsadzenia tam Świętopełka. Ingerencja w czeskie sprawy dynastyczne miała unormować stosunki Polski z południowo-zachodnim sąsiadem. Wyprawa zakończyła się pełnym sukcesem – 14 maja 1107 Świętopełk został osadzony na książęcym tronie w Pradze.
W tym samym roku Krzywousty ponownie wyprawił się przeciwko bratu. Powodem był bunt zorganizowany przez Zbigniewa, który nie wykonał polecenia juniora nakazującego mu spalenie jednego z grodów (chodziło o Kurów pod Puławami). Pretekstem do wystąpienia stało się również niedostarczenie przez brata posiłków na wyprawę pomorską. Zimą 1107/1108 przy pomocy połączonych sił rusko-węgierskich Bolesław zaatakował Mazowsze i zmusił brata do kapitulacji, co skończyło się jego całkowitym wygnaniem z kraju. Zbigniew wraz ze swoimi stronnikami schronił się w Pradze. Znalazł tam poparcie u Świętopełka. Bolesław natomiast stał się jedynowładcą na ziemiach polskich (faktyczne przejęcie władzy przez Krzywoustego nastąpiło rok wcześniej, gdy Zbigniew pozostawał jeszcze na Mazowszu, uznając zwierzchność młodszego brata).
W 1108 układ sił w Europie uległ zmianie. Świętopełk po porozumieniu się z królem niemieckim Henrykiem V złożył mu hołd lenny i uzyskał inwestyturę na Czechy. W tym samym czasie wzrosło napięcie niemiecko-węgierskie, a stosunki polsko-czeskie uległy pogorszeniu. Czesi wyprawili się na Polskę; w wyprawie tej wziął udział książę Zbigniew ze swoimi stronnikami. Bolesław unikał konfrontacji z powodu zaangażowania się ponownie w sprawy pomorskie. Nie udzielił też pomocy i schronienia wygnanemu Borzywojowi czeskiemu. W tym samym roku (1108) książę polski ponownie poprowadził dywersyjną wyprawę na Czechy, występując jako sojusznik króla węgierskiego Kolomana. Wyprawa ta była podyktowana najazdem niemiecko-czeskim na Węgry (oblężenie grodu Pożoń) oraz brakiem wypełnienia przez Świętopełka układu, na mocy którego do Polski miały powrócić grody śląskie (m.in. Racibórz, Kamieniec, Koźle). Bolesław udzielił poparcia Borzywojowi II, któremu chciał przywrócić władzę w Czechach. Próba ta zakończyła się niepowodzeniem na skutek ataku Pomorzan. Junior był zmuszony przerzucić swoich wojów na północ państwa. Najazd został odparty. Z powodu zaistniałej sytuacji (dywersyjne ataki północnego sąsiada na Księstwo Polskie i wycofanie się Bolesława ze spraw czeskich) Borzywojowi nie udało się odzyskać tronu praskiego.

#### Wojna polsko-niemiecka (1109) roku
Odpowiedzią na agresywną politykę Bolesława była podjęta w 1109 przez Henryka V wyprawa odwetowa na Polskę (wojna polsko-niemiecka w 1109). Siły Henryka V były wspomagane przez czeskich wojów. Pretekstem stała się kwestia wygnanego Zbigniewa, który zabiegał o sprawiedliwość, zadośćuczynienie i pomoc w odzyskaniu utraconych domen. Władca niemiecki postawił Bolesławowi ultimatum. W zamian za zaniechanie wyprawy, zażądał od niego: oddania połowy państwa wygnanemu Zbigniewowi, uznania zwierzchnictwa cesarstwa, a także regularnego płacenia trybutu wynoszącego 300 grzywien srebra rocznie lub dostarczania 300 rycerzy na wyprawy wojenne. Bolesław żądania odrzucił. W czasie gdy pomiędzy stroną polską a niemiecką toczyły się pertraktacje, książę Polski był w trakcie wojny z Pomorzanami. Po zachodniej stronie Odry Henryk V natomiast pośpiesznie zbierał rycerstwo na wyprawę przeciw Księstwu Polskiemu. Zanim zakończyły się walki na Pomorzu, wojsko niemieckie zdołało podejść już pod Głogów.
Areną działań wojennych w 1109 stał się Śląsk (obrona Bytomia Odrzańskiego, Głogowa i Wrocławia). Dzięki obrońcom śląskich grodów Henrykowi V nie udało się odnieść zwycięstwa. Bolesław Krzywousty prowadził zaś wojnę podjazdową, która stopniowo zaczęła przynosić pozytywne efekty. Według legendy miał zwyciężyć Niemców w bitwie na Psim Polu, którego nazwa wzięła się od tego, że zabitych w bitwie rozszarpywały i zjadały dzikie psy z okolic. Ostatecznie niemiecki król wycofał się ze Śląska. Na uwagę zasługuje fakt udziału wieśniaków w obronie grodów, co nadawało walce charakter narodowy.

#### Druga wyprawa do Czech
W 1110 Bolesław podjął nieudaną wyprawę zbrojną na Czechy. Mimo pogromu wojów czeskich nad Trutiną przez tylne hufce polskiego księcia Krzywoustemu nie udało mu się osadzić na czeskim tronie swego pretendenta, Sobiesława I, brata Borzywoja II, wraz z którym schronił się w Polsce. Prawdopodobnie Bolesław nie chciał na nowo zadrażniać stosunków z Henrykiem V. W 1111 zawarto rozejm, w myśl którego Sobiesław I powrócił do Czech, a Zbigniew do Polski. Na mocy układu Bolesława z Henrykiem V Zbigniew został uposażony. Niewykluczone jest, iż Bolesław zgodził się na powrót brata na skutek nacisku ze strony licznych zwolenników wygnanego w 1108 księcia, gdyż przy opisie jego powrotu Gall w swojej Kronice nadmienił, że w otoczeniu Zbigniewa znajdowali się źli doradcy (do grona których mógł należeć także nieprzychylny Bolesławowi arcybiskup gnieźnieński Marcin). Tak więc książę za ich namową mógł rościć sobie prawa do zwierzchności nad przydzieloną mu przez brata częścią państwa, a w przyszłości także nad swoją częścią ojcowskiego dziedzictwa. Pierwszym krokiem ku temu było zastosowanie przez Zbigniewa ceremoniału królewskiego adwentu (nienależnego mu po uznaniu Bolesława za swojego zwierzchnika w Łęczycy w 1107), zastrzeżonego dla władców samodzielnych. Zbigniew przybył do kraju w otoczeniu orszaku, przed nim niesiono miecz. Mogło to zostać odebrane przez panującego w kraju Bolesława jako obraza majestatu i naruszenie warunków umowy między braćmi, na mocy której Zbigniew miał poddać się w zależność wasalną od Bolesława. Prawdopodobnie te czynniki zaważyły na decyzji Krzywoustego o oślepieniu Zbigniewa.

#### Klątwa

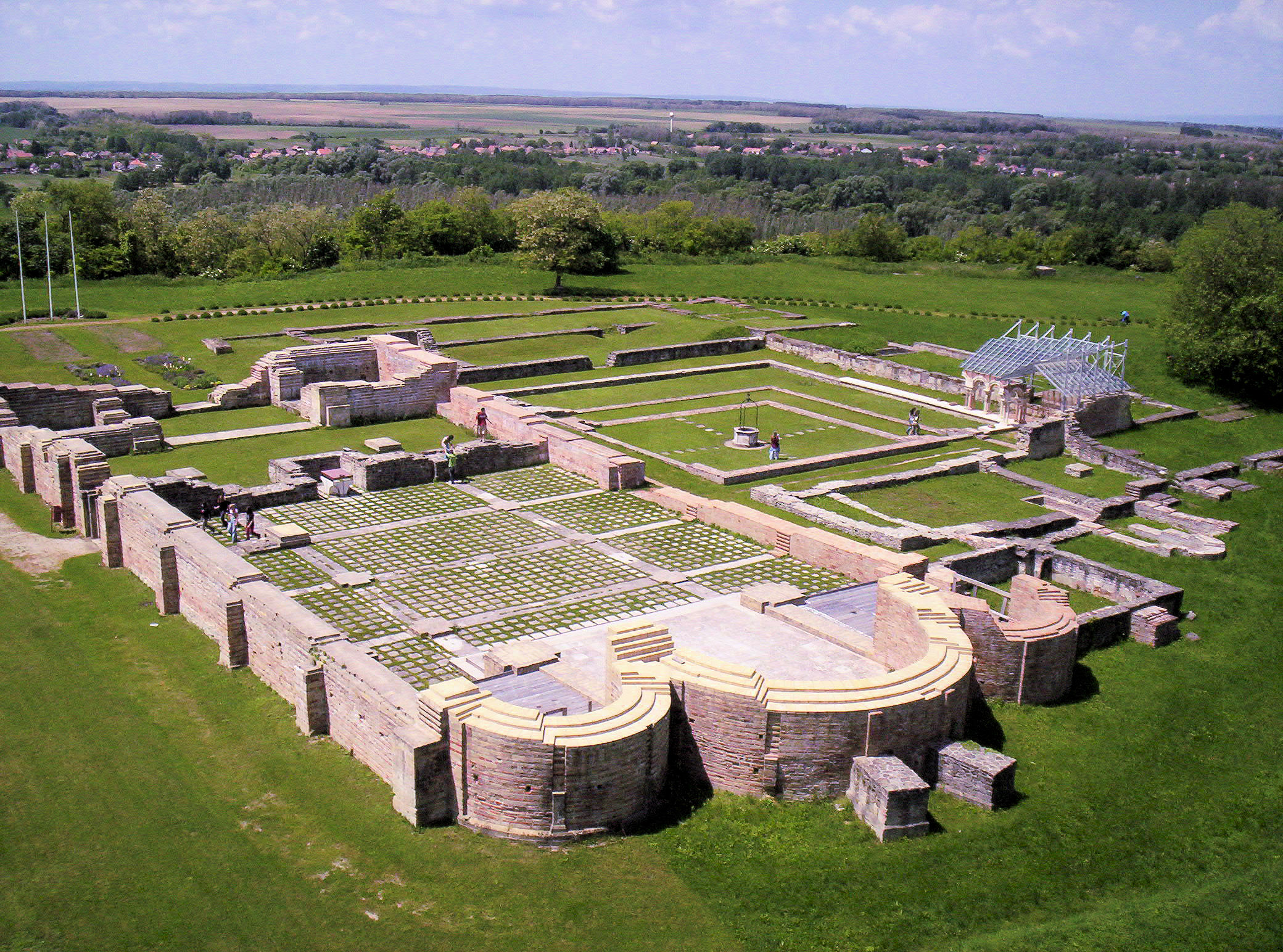
Relikty opactwa św. Idziego – Bolesław udał się do opactwa św. Idziego w Somogyvárze, by odpokutować oślepienie Zbigniewa

Zbrodnia popełniona na Zbigniewie zapoczątkowała kryzys monarchii piastowskiej. Czyn Bolesława spotkał się z potępieniem ze strony społeczeństwa. Źródła nie przekazują jednoznacznej informacji czy Krzywousty został wykluczony ze wspólnoty kościelnej. W literaturze istnieje pogląd, że arcybiskup gnieźnieński Marcin, stronnik Zbigniewa, nałożył nań ekskomunikę. Klątwa miała zwalniać wszystkich poddanych księcia z obowiązku posłuszeństwa. W celu jej zdjęcia Bolesław pościł przez 40 dni i rozdawał jałmużnę ubogim i dary możnym.

(…) leżał w popiele i włosiennicy, wśród strumieni łez i łkań, jak wyrzekł się obcowania i rozmowy z ludźmi.

Niewykluczone, że Bolesław podjął decyzję o odprawieniu publicznej pokuty na skutek negatywnej reakcji społeczeństwa na oślepienie przezeń Zbigniewa. Celem jej była odbudowa nadwątlonego autorytetu panującego i zyskanie przychylności zwolenników Zbigniewa. Karę oślepienia stosowano w średniowiecznej Europie wobec buntowniczych możnowładców. Czyn Bolesława popełniony na przyrodnim bracie mógł zostać odebrany przez społeczeństwo piastowskiej monarchii patrymonialnej jako złamanie zasady solidarności z członkami panującej dynastii, godząc w fundament porządku publicznego.
Według przekazu Galla Anonima Bolesław otrzymał od brata Zbigniewa przebaczenie. W dalszej części swojej pokuty Bolesław udał się z pielgrzymką na Węgry, do opactwa św. Idziego w Somogyvárze i św. Stefana w Székesfehérvárze (pol. Białogród Królewski). Podjęta pielgrzymka do opactwa św. Idziego miała również cel polityczny – Bolesław zacieśnił więzi przyjaźni i sojusz z dynastią węgierską. Po powrocie do Gniezna podążył jeszcze do grobu św. Wojciecha, oddając się dalszej pokucie. Ubogich mieszkańców oraz duchownych obdarował licznymi darami i kosztownościami. Klątwa została zdjęta. Po odbytej pokucie książę polski poczynił bliżej nieokreślone zobowiązania wobec Kościoła.
O śmierci Zbigniewa nie zachowały się żadne informacje. W nekrologu klasztoru benedyktyńskiego w Lubiniu z dnia 8 lipca 1113 odnotowano śmierć mnicha tynieckiego, brata Zbigniewa. Informacja ta posłużyła historykom do wysnucia hipotezy, że chodzi o brata Krzywoustego. W informacji tej zaznaczono jednocześnie miejsce pochówku, wskazując na klasztor Benedyktynów w Tyńcu.

## Polityka pomorska Krzywoustego
Odseparowanie się Pomorza za panowania Kazimierza Odnowiciela przyczyniło się do osłabienia Polski, której władcy drugiej połowy XI w. nie potrafili zjednoczyć wszystkich ziem, należących niegdyś do Mieszka I i Bolesława Chrobrego. Próba podbicia tych obszarów przez Bolesława Śmiałego zakończyła się niepowodzeniem. Dopiero Bolesław Krzywousty, po pokonaniu Zbigniewa, odparciu pretensji Czech do Śląska i obronie granic polskich przed najazdem niemieckim w 1109, skierował ekspansję na Pomorze, które zamierzał uzależnić od Polski.

### Umocnienie granic z Pomorzanami
Sprawie pomorskiej Bolesław poświęcił większość swojego życia. Cele polityczne Krzywoustego były dwojakie: umocnienie linii granicznej na rzece Noteć i podporządkowanie sobie Pomorza w formie poddania go politycznemu zwierzchnictwu Polski bez inkorporacji tych ziem poza Pomorzem Gdańskim oraz południowym pasem nadnoteckim. Do 1113 Bolesław umocnił swą granicę pomiędzy ziemiami pomorskimi a polskimi. Przebiegała ona wzdłuż linii: od ujścia Obry do Warty, wzdłuż Noteci z przedłużeniem do Wisły. Grodami granicznymi były: Santok, Wieleń, Nakło, Czarnków, Ujście, Wyszogród nad Wisłą. Niektóre źródła podają, że granica rozpoczynała się od ujścia Warty do Odry.
Zanim Bolesław przystąpił do ekspansji na ziemie terytorialne Pomorza Gdańskiego celem ich podboju, unormował stosunki polityczne z Czechami. Nastąpiło to w 1114 na wielkim zjeździe nad graniczną rzeką Nysą Kłodzką. Oprócz Bolesława wzięli w nim udział czescy dynaści: Władysław I, Otto II Czarny oraz Sobiesław I. Umowa została potwierdzona poprzez małżeństwo Krzywoustego, owdowiałego po śmierci Zbysławy Światopełkówny, z siostrą żon Władysława I i Ottona II Czarnego – Salomeą z Bergu.

### Podbój Pomorza Gdańskiego
Po unormowaniu stosunków z Czechami Bolesław skierował swoje wysiłki przeciw Prusom, ok. 1115 dokonał zwycięskiej wyprawy, pustosząc ich ziemie plemienne. Wskutek tego na granicy północno-wschodniej zapanował spokój, co umożliwiło Krzywoustemu swobodne przygotowanie się do zdobycia Pomorza Gdańskiego. Podbój tej części pomorskich ziem, dokonany na przestrzeni lat 1115–1119, uwieńczył długoletnie zmagania polskiego władcy. Skutkiem było wcielenie terytoriów nad Wisłą, w tym kasztelanii nakielskiej, do ziem polskich. Północne granice Księstwa Polskiego zostały ustanowione prawdopodobnie na linii wzdłuż rzek Gwda i Uniesta (w późniejszych czasach nurty tych rzek stanowiły granicę pomiędzy Pomorzem słowiańskim a nadodrzańskim). Niewykluczone również, że granica przebiegała wzdłuż Łeby.
Książęta podbitych Gdańska i Słupska zostali odsunięci od władzy i mianowani komesami grodowymi. Bolesław wprowadził polską organizację urzędniczą, która miała chronić interesy Księstwa Polskiego. Tereny te ówcześnie pozostawały poza organizacją kościelną. Wcielenie ich nastąpiło dopiero na przełomie lat 1125/1126 za czasów legacji kardynała-biskupa Tusculum Idziego.

#### Bunt Skarbimira
Podczas walk na Pomorzu w Księstwie Polskim doszło do groźnego buntu palatyna Skarbimira z rodu Awdańców. Został stłumiony w 1117. Przebieg konfliktu Bolesława z Awdańcami jest trudny do odtworzenia z uwagi na brak źródeł. Przyczyną były prawdopodobnie rosnące wpływy tego rodu, ambicje możnowładcze i zazdrość Krzywoustego o ich coraz większą popularność. Za tym też kryła się zapewne chęć opozycyjnych możnych do wyniesienia Władysława II, pierworodnego Krzywoustego, do roli suwerennego władcy i sama obawa Bolesława przed utratą pozycji, jak to miało miejsce w konflikcie z Sieciechem. Wysuwano również inne domysły, jak porozumienie Skarbimira z Pomorzanami czy z wielkim księciem kijowskim Włodzimierzem Monomachem. Bunt ten mediewiści wiążą także z ustawą sukcesyjną Krzywoustego. Problem z zasadą dziedziczenia pojawił się w 1115 lub 1116 (po narodzinach syna Leszka). Według jednej z hipotez Skarbimir sprzeciwił się uchwaleniu statutu na skutek zmian planów sukcesyjnych Krzywoustego. Powodem tego były narodziny kolejnych jego synów. W stłumieniu buntu dużą rolę odegrał Piotr Włostowic, możnowładca śląski z rodu Łabędziów, który został kolejnym palatynem Bolesława. Pokonanego Skarbimira Bolesław ukarał oślepieniem. Zbuntowanemu palatynowi przypisuje się zaprzepaszczenie dokonań polskiego księcia w kwestii podboju Pomorza Gdańskiego.

#### Sprawa ruska
Prawdopodobnie za bunt Skarbimira byli współodpowiedzialni książęta ruscy – Włodzimierz Monomach wraz z synami. W 1117 Monomach dokonał wcielenia Wołynia do Rusi Kijowskiej i wypędził księcia wołyńskiego – Jarosława Światopełkowicza. Tenże szukał początkowo schronienia na Węgrzech, następnie w Polsce. Na miejsce Jarosława Monomach posadził syna Romana, a po jego śmierci w 1119 – młodszego, Andrzeja Dobrego, który w 1120 spowodował najazd na ziemie polskie przy wsparciu Połowców. Rok później Bolesław z wygnanym Jarosławem zorganizował odwetową wyprawę na Czerwień. Tym samym Krzywousty na kilka lat wmieszał się w spory dynastyczne Rurykowiczów.
Na początku lat 20. XII w. książęta ruscy nadal urządzali wespół z Połowcami łupieskie wyprawy na Polskę. Zahamowanie konfliktu Księstwa Polskiego z sąsiednim księstwem przemyskim przypisuje się palatynowi Piotrowi Włostowicowi, który w 1122 wziął do niewoli księcia Wołodara Jan Długosz umiejscowił to wydarzenie w 1122 oraz ponownie w 1134, gdzie na kartach jego kroniki pojawia się historia porwania Wołodara przez palatyna Piotra Włostowica. Kronikarz pomylił porwanie Wołodara z Jaropełkiem. Rok później Krzywousty ponownie zajął się sprawą Wołynia, gdzie chciał przywrócić władzę Jarosławowi. Przedsięwzięta wyprawa posiłkowana przez siły czeskie, węgierskie, przemyskie i trembowelskie nie powiodła się ze względu na śmierć Jarosława i zacięty opór obleganych włodzimierzan, wspomaganych przez stronników Skarbimira. Nieudana wyprawa zbrojna doprowadziła do zachwiania stosunków polsko-węgiersko-halickich.

### Podbój Pomorza Zachodniego

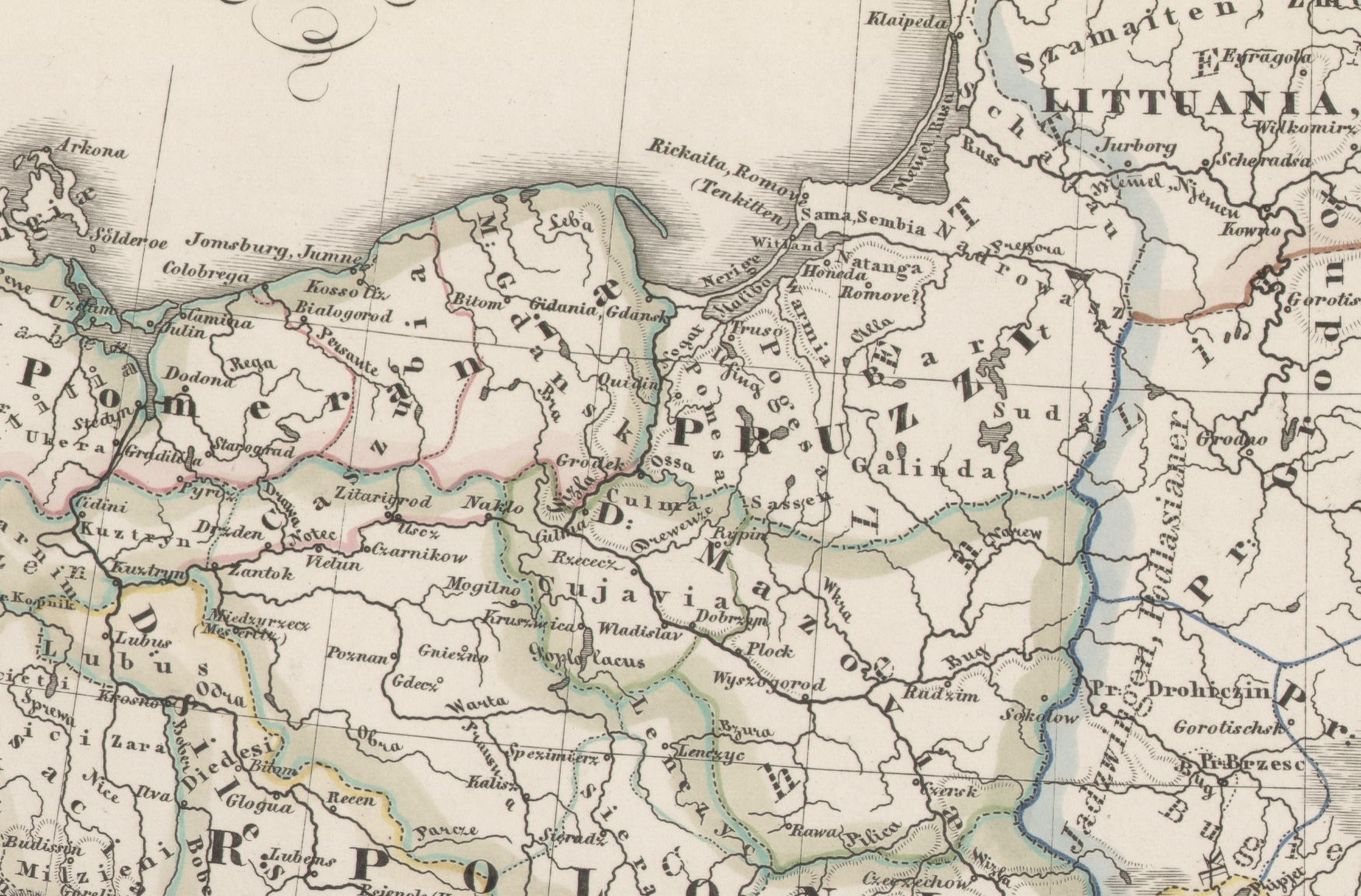
Pomorze i Prusy do 1125 – mapa z 1854, sporządzona przez kartografa Karla von Sprunera

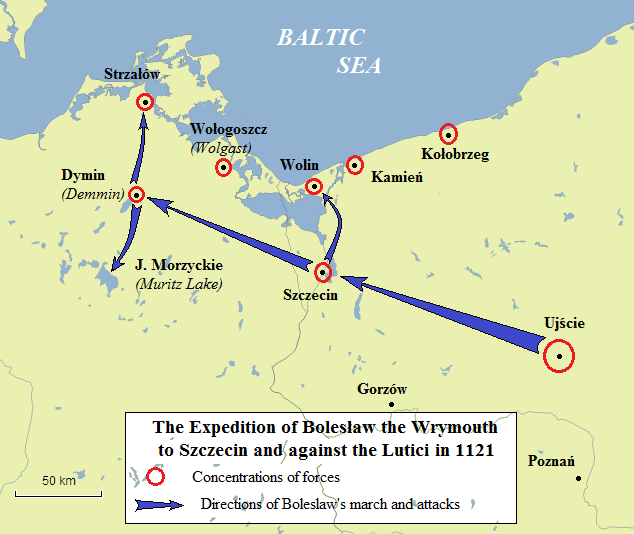
Wyprawa Bolesława do Szczecina i na zachód od Odry w latach 1121–1122

W 1121 (lub 1119) książęta pomorscy Warcisław I i Świętopełk zostali pokonani przez wojów Bolesława w bitwie pod Niekładzem koło Gryfic. Krzywousty pustoszył ziemie pomorskie, burzył grody, przymusowo przesiedlał tysiące rodzin w głąb swojego kraju. Dalsza ekspansja polskiego księcia została skierowana na Szczecin (1121–1122). Bolesław zdawał sobie sprawę, że gród jest dobrze chroniony (naturalną ochronę nadawała mu Odra i jej rozlewiska). Ponadto Szczecin był silną twierdzą, podobnie jak Kołobrzeg. Jedyną drogą pod wały grodu stały się ścięte lodem mokradła. Niespodziewany atak przyniósł zwycięstwo. Rzeź mieszkańców dokonana przez wojów Bolesława zmusiła pozostałych przy życiu do posłuszeństwa polskiemu księciu.
Dalszy etap walk toczył się prawdopodobnie po zachodniej stronie rzeki Odry, gdzie Bolesław miał zająć tereny aż po Jezioro Morzyce (obecnie niem. Müritz). Obszary te były poza zasięgiem terytorialnym Pomorzan. Równolegle z ekspansją polskiego księcia od strony zachodniej trwał podbój tychże ziem przez ówczesnego księcia saskiego Lotara. Według źródeł sascy wojowie nadciągali znad Łaby w kierunku dzisiejszego Rostoku. Podbili Warnów, Czerespienian, Czyżan i część ziem doleńskich. Ekspansja prowadzona przez obu książąt prawdopodobnie była skutkiem wcześniejszych porozumień bądź bliżej nieznanego układu. Wskazywać na to miała późniejsza chrystianizacja ziem pomorskich.
W 1122 Bolesław zhołdował Pomorze Zachodnie, czyniąc tamtejszego księcia Warcisława I swym lennikiem. Książę pomorski zobowiązywał się do uznania zwierzchnictwa Polski nad Pomorzem, płacenia rocznego trybutu w wysokości 500 grzywien srebra oraz niesienia pomocy wojskowej na żądanie polskiego władcy. W kolejnych latach trybut uległ zmniejszeniu do 300 grzywien. Złamanie zaciętego oporu Pomorzan umożliwiło Bolesławowi dalsze podboje. W 1123 wojowie Krzywoustego dotarli prawdopodobnie do Rugii, lecz nie opanowali tych terenów.
Według współczesnych poglądów mediewistycznych polski książę zobowiązał się do płacenia daniny bądź trybutu na rzecz cesarza, o czym świadczą źródła z 1135. Przypuszcza się, że wysokość zobowiązania mogła wynosić 500 marek srebra rocznie. Nie wiadomo jednak czy Bolesław Krzywousty złożył hołd przed Henrykiem V, gdyż źródła nie przekazują danych o trybutarnej zależności od cesarzy w okresie 1121–1135.

### Akcja chrystianizacyjna Pomorza Zachodniego

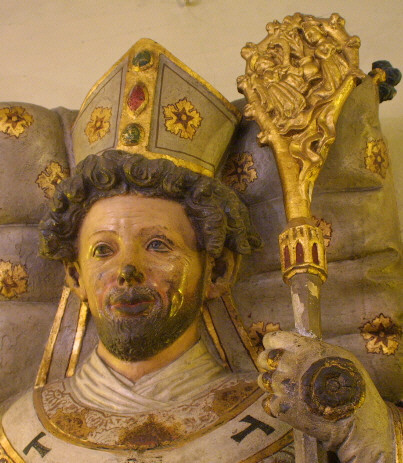
Św. Otton z Bambergu. Prowadził on misję chrystianizacyjną na Pomorzu Zachodnim, przez co został nazwany Apostołem Pomorza.

Aby silniej związać Pomorze z Polską, Bolesław zorganizował misję chrystianizacyjną. Krzywousty rozumiał, że chrystianizacja tych ziem byłaby skutecznym sposobem umocnienia jego władzy zwierzchniej. Chciał jednocześnie podporządkować je arcybiskupstwu gnieźnieńskiemu. Pierwsze próby chrystianizacyjne, podejmowane przez bezimiennych misjonarzy, nie przyniosły spodziewanych efektów. Misja prowadzona pod opieką polskiego władcy przez Bernarda Hiszpana w latach 1122–1123 okazała się ponownym fiaskiem. Kolejne w latach 1124–1125 i 1128 przeprowadził biskup Otton z Bambergu (nazywany Apostołem Pomorza). Po odpowiednich uzgodnieniach z Bolesławem Krzywoustym odbył się w 1124 pierwszy etap chrystianizacji Pomorzan. Misja Ottona rozpoczęła się od jego pobytu na dworze Bolesława, skąd zaopatrzony w odpowiedni ekwipunek, straż i kilku duchownych ruszył na Pomorze Zachodnie.
Misjonarz został powitany przez Warcisława I na granicy Polski z Pomorzem Zachodnim, w okolicach Santoka. W Stargardzie książę obiecał swe wstawiennictwo w miastach pomorskich oraz zaoferował pomoc w podróży. Przydzielił także biskupowi do ochrony orszak 500 zbrojnych rycerzy i polecił najpierw uzyskać zgodę na chrzest starszyzny, potem zaś wieców plemiennych. Pierwsze działania misyjne były skierowane do Pyrzyc, następnie Kamienia, Wolina, Szczecina i powtórnie Wolina. W dwóch pierwszych chrystianizacja przebiegła bez oporu. W Kamieniu zadanie misjonarzom ułatwiło wstawiennictwo u dostojników żony Warcisława I. W Wolinie i Szczecinie, gdzie dominował kult bogów słowiańskich, natrafiono na zdecydowany opór tamtejszej ludności oraz kapłanów pogańskich. Przyjęcie chrześcijaństwa nastąpiło dopiero po obniżeniu trybutu rocznego nałożonego przez Bolesława Krzywoustego. Zburzono cztery gontyny pogańskie. Na ich miejscu powstały chrześcijańskie kościoły. Misja Ottona z 1124 zakończyła się erygowaniem biskupstw w Lubuszu dla Pomorza Zachodniego i Kruszwicy dla Pomorza Wschodniego (Gdańskiego), które podporządkowano arcybiskupstwu gnieźnieńskiemu.
W 1127, na skutek zarazy oraz wysokiego trybutu nałożonego przez Polskę, nastąpiły pierwsze bunty pogańskie, którym skutecznie przeciwstawiał się książę Warcisław. Inicjatorami tych buntów byli dawni kapłani pogańscy. Ponadto doszło ze strony Pomorzan do kilku napadów na północne granice Polski. Latem 1128 Bolesław szykował wielką wyprawę odwetową, która mogła całkowicie zniweczyć wcześniejsze wysiłki chrystianizacyjne i pracę misyjną Ottona. Jednak dzięki dyplomacji biskupa nie doszło do otwartego konfliktu. W 1128 ponownie zorganizowano misję chrystianizacyjną na ziemiach pomorskich. Przy współudziale wojów i rycerzy polskich książę pomorski powitał Apostoła Pomorza pod Dyminem. Tym razem misja skupiła się na chrystianizacji ziem po zachodniej stronie Odry: Uznamu, Wołogoszczy i Choćkowa. Końcowy etap misji obejmował ponownie Szczecin, Wolin i Kamień Pomorski. Mimo reakcji pogańskiej w republikach miejskich chrystianizację ziem pomorskich uznawano za szczególny sukces w polityce pomorskiej Bolesława Krzywoustego.
W 1129 polski książę zawarł z Mikołajem, królem Danii i Szwecji, sojusz, skierowany przeciwko księciu Warcisławowi I i próbie podporządkowania Pomorza Zachodniego przez Lotara III, króla Niemiec. W odwecie za złupienie Płocka przez Warcisława I w 1128 Bolesław wraz z królem duńskim zajął Pomorze Zachodnie i wyspę Wolin.
Pod koniec lat 20. XII w. Bolesław rozpoczął wcielać w życie plan organizacji kościelnej Pomorza. Terytorium inkorporowanego Pomorza Gdańskiego włączono do diecezji kujawskiej, a nadnotecki pas ziemi – do diecezji gnieźnieńskiej i poznańskiej. Wcześniej na ziemi lubuskiej utworzono niewielką diecezję, w skład której Bolesław planował w przyszłości włączyć ziemie nadodrzańskie Pomorza. Ten zamysł jednak musiał ulec zmianie w wyniku odmiennych planów pomorskiego księcia Warcisława I oraz biskupa Ottona. Po porozumieniu postanowiono utworzyć odrębne biskupstwo pomorskie, nad którym pieczę miał sprawować uczestnik wypraw misyjnych, Wojciech.

### Projekt arcybiskupa Norberta

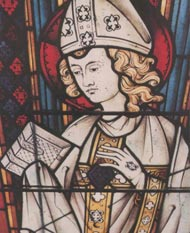
Według projektu arcybiskupa magdeburskiego Norberta struktury kościelne na Pomorzu Zachodnim i w Polsce miały zostać podporządkowane arcybiskupstwu magdeburskiemu. Zwierzchnictwo Magdeburga nad Kościołem w Polsce potwierdził bullą z 1133 papież Innocenty II.

W latach 30. XII w. powstał projekt arcybiskupa magdeburskiego Norberta, który zakładał podział Pomorza na dwie diecezje, włączone do archidiecezji magdeburskiej. Równocześnie odświeżono pretensje Magdeburga do zwierzchności kościelnej nad całą Polską. Aby uzasadnić swe pretensje, Norbert posłużył się falsyfikatem, z którego wynikało, że biskup poznański Unger był sufraganem biskupa Magdeburga. Pierwsza bulla była przygotowana już w 1131, jednak nigdy nie weszła w życie. Arcybiskup Norbert, pomimo przeciwności, dalej prowadził działania celem podporządkowania sobie Kościoła polskiego (1132–1133). Równocześnie analogiczne działania arcybiskup Hamburga przeprowadził przeciwko biskupom duńskim i szwedzkim. Do polskich biskupów wystosowano zaproszenie do stawiennictwa w Kurii.
Polscy biskupi nie stawili się przed papieżem Innocentym II (podobnie duńscy i szwedzcy), co spowodowało wydanie bulli (łac.) Sacrosancta Romana w 1133, w której potwierdzono prawa zwierzchnie arcybiskupstwa magdeburskiego nad Kościołem polskim oraz nad projektowanymi diecezjami pomorskimi. Znamienne było to, że bullę tę wydano w dniu koronacji na cesarza króla niemieckiego Lotara III, co potwierdzało znaczenie polityczne podjętych działań podporządkowania kościoła polskiego i wdzięczność papieża wobec cesarza za wprowadzenie na Stolicę Piotrową i represji wobec episkopatów, które poparły jego kontrkandydata Anakleta II. Uroczyste (łac.) privilegium maius było uwieńczeniem działań Norberta. Krzywousty, chcąc ratować swoje dotychczasowe wysiłki w polityce pomorskiej, musiał zdecydować się na złożenie aktu hołdu lennego w Merseburgu w 1135. Po poparciu papieża Innocentego II przez polskich biskupów na synodzie w Pizie, w lipcu 1136 roku papież uznał prawa Gniezna do zwierzchności na polską prowincją kościelną i wziął pod bezpośrednią opiekę Watykanu arcybiskupstwo gnieźnieńskie.

### Opanowanie Rugii i sojusz z Warcisławem I
Dla utrwalenia swojej władzy nad Pomorzem Bolesław Krzywousty przeprowadził w 1130 wyprawę na wyspę Rugię. Zawarł w tym celu sojusz z księciem duńskim Magnusem Silnym, który dostarczył Krzywoustemu swoją flotę w zamian za uzyskanie od niego poparcia w swoich dążeniach do tronu szwedzkiego. Flota Magnusa Silnego miała przetransportować oddziały Krzywoustego ku wybrzeżom Rugii. Do zamierzonej bitwy na wyspie nie doszło, ponieważ Ranowie na sam widok połączonych sił polsko-duńskich uznali zwierzchnictwo Bolesława.
W 1134 celem najazdu na duńską stolicę Roskilde Bolesław Krzywousty zawarł sojusz z księciem pomorskim Warcisławem I przeciw Erykowi Emune (sojusznikowi cesarza Lotara III). Rola polskiego księcia ograniczała się jedynie do pomocy Gryficie, nie wynikała natomiast z rzeczywistego zainteresowania sprawami duńskimi. Duńczycy po odparciu pierwszych ataków w odwecie prowadzili ekspansję na ziemie pomorskie.

## Zjazd w Merseburgu

### Podłoże polityczne zjazdu
W 1125 zmarł Henryk V. Jego następca, Lotar III, został uwikłany w spory o sukcesję. Aby uzyskać koronę cesarską, zaangażował się w sprawy papiestwa. W 1130 doszło do podwójnej elekcji na Stolicę Apostolską. Lotar III poparł papieża Innocentego II, licząc, że ten dokona koronacji. Wbrew oczekiwaniom koronacja Lotara III na cesarza nie zakończyła jego sporów z kontrpretendentami do sukcesji po Henryku V.
W 1130 Bolesław Krzywousty opanował tereny położone na lewym brzegu Odry po wyspę Rugię. Niemcy także rościły sobie prawa do tych ziem, ich wewnętrzna sytuacja polityczna i zaangażowanie w wojnę domową na Węgrzech nie pozwalały jednak na zbrojny konflikt. Bulla sprzyjającego Lotarowi III papieża Innocentego II (łac.) Sacrosancta Romana z 1133 przyznawała prawa zwierzchnie arcybiskupstwa magdeburskiego nad projektowanymi przez Bolesława Krzywoustego diecezjami pomorskimi.
Śmierć króla Węgier Stefana II w 1131 doprowadziła w państwie do wojny domowej. Pretensje do tronu wysuwali: Bela, syn Almosa, oraz Borys, domniemany syn Kolomana. Za Borysem opowiedział się polski książę, który miał nadzieję na bliższy sojusz z Węgrami oraz współpracę z ruskimi książętami (książę węgierski był spowinowacony z linią Monomachowiczów). Krzywousty przecenił swoje siły wobec Beli, który miał szerokie poparcie w swoim kraju. Przeciw zbrojnej interwencji Bolesława w 1132 wystąpiły połączone siły Węgier, Czech, Austrii i Niemiec. W bitwie nad rzeką Sajó w 1132 koalicja odniosła znaczące zwycięstwo nad polskim księciem, zmuszając go do odwrotu.
Sukcesy na Węgrzech wykorzystał czeski książę Sobiesław I, wasal cesarza, który w latach 1132–1134 wielokrotnie prowadził najazdy na Śląsk. Kwestia przynależności Śląska została poddana pod rozstrzygnięcie sądu Lotara III.

### Próba sił przed zjazdem w Merseburgu

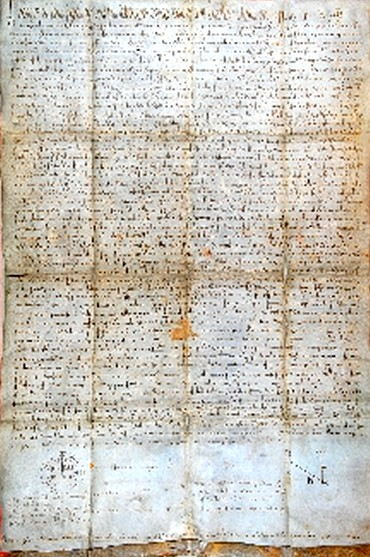
Bulla gnieźnieńska, wydana w 1136, zatwierdziła zwierzchnictwo arcybiskupstwa w Gnieźnie nad Kościołem polskim

W lutym 1134 książę czeski Sobiesław I oraz posłowie króla Węgier Beli II wraz z biskupem białogardzkim Piotrem udali się do Altenburga, gdzie przedstawili zarzuty sformułowane przeciwko polskiemu księciu. Następnie akt oskarżenia wnieśli przed tron cesarski z prośbą o interwencję (wstępne ustalenia nastąpiły już dwa lata wcześniej). Cesarz przyjął prośbę, występując jako arbiter w sporach dynastycznych środkowej Europy.
Jednocześnie Bela II wraz z księciem przemyskim Władymirką przedsięwziął wyprawę zbrojną przeciw Polsce. Połączone siły zajęły Małopolskę, docierając pod Wiślicę. Bolesław krótko po tych wydarzeniach otrzymał wezwanie przed sąd cesarski do Magdeburga na dzień 26 czerwca 1135. Grał jednak na zwłokę, wysyłając jedynie swoich posłów. Cesarz odesłał delegację i zażądał osobistego stawiennictwa polskiego księcia, wyznaczając nowy termin na 15 sierpnia 1135, tym razem w Merseburgu. Bolesław Krzywousty zdawał sobie sprawę, że bez porozumienia z Lotarem III nie utrzyma kontroli nad niedawno podbitymi ziemiami na zachodniej stronie Odry oraz Rugią. Pozycję Bolesława dodatkowo osłabiła śmierć w 1134 roku króla Szwecji Magnusa Silnego, który od końca lat dwudziestych był jego sojusznikiem (córka Bolesława Ryksa Bolesławówna była jego żoną).
Jeszcze przed rozpoczęciem zjazdu w Merseburgu Bolesław Krzywousty nakłonił jednego z książąt Pomorza Zachodniego – Racibora I do wystąpienia zbrojnego przeciwko Danii. Miał to być wyraz ostentacji wobec cesarza Lotara III, ponieważ król Danii podlegał zwierzchnictwu Niemiec. Atak w sile 650 łodzi (po 44 wojów i 2 konie) skierowano na bogate norweskie miasto portowe Konungahelę.

### Postanowienia zjazdu
Do zjazdu doszło 15 sierpnia 1135. Podczas hołdowniczego ceremoniału cesarz Lotar III uznał polskie prawa do Pomorza. Bolesław natomiast zgodził się na poddanie wasalne z ziem pomorskich oraz zapłacenie trybutu w wysokości 6 tys. grzywien srebra z tychże ziem. Polska strona wyraziła zgodę na zawarcie pokoju z Węgrami, uznając Belę na Węgrzech. Pokój miał zostać przypieczętowany mariażem córki Bolesława – Judyty, z synem Beli II – Gejzą (do zawarcia małżeństwa nie doszło). W sprawie sporu polsko-czeskiego Bolesław nie godził się na żadne mediacyjne rozstrzygnięcie kwestii przez sąd cesarski. Twierdził, że nie można traktować suwerennego władcy, za jakiego się uważał, na równi z lennikiem cesarskim, jakim był Sobiesław, książę czeski. Lotar III, nie mogąc dojść z Bolesławem do porozumienia, zaproponował przeniesienie sprawy do późniejszych pertraktacji.
Zjazd zakończył się uroczystościami kościelnymi, podczas których Krzywousty niósł cesarski miecz. Był to zaszczyt przyznawany jedynie suwerennym władcom. Pośrednim sukcesem polskiej dyplomacji było unieważnienie przez papieża Innocentego II bulli z 1133 i uznanie metropolitalnych praw Gniezna na synodzie w Pizie w 1135. 7 lipca 1136 w swej bulli protekcyjnej – (łac.) Ex commisso nobis a Deo – papież zawarł potwierdzenie wyłącznej i później nigdy niekwestionowanej zwierzchności Gniezna nad diecezjami polskimi.

## Schyłek panowania i śmierć

### Unormowanie stosunków z sąsiadami
Po wejściu do obozu cesarskiego Polska unormowała swoje stosunki z Czechami na zjeździe książąt w Kłodzku w 1137 (tzw. pokój kłodzki), jednak szczegóły zawartych tam porozumień nie są znane. Układ ten potwierdzono w grodzie Niemczy, gdzie podczas uroczystości Władysław, najstarszy syn Krzywoustego, trzymał do chrztu Wacława, syna Sobiesława I.
W ostatnich latach życia polski książę zajmował się przede wszystkim polityką małżeńską swoich dzieci mającą służyć umocnieniu stosunków z ościennymi krajami. Jeszcze w 1137 Bolesław zacieśnił stosunki z Rusią poprzez mariaż syna Bolesława Kędzierzawego z Wierzchosławą, córką księcia ruskiego Wsiewołoda Mścisławicza. Natomiast pod sam koniec życia umocnił więzi polityczne z Węgrami poprzez małżeństwo syna Mieszka z córką króla węgierskiego, Elżbietą.

### Śmierć księcia
Bolesław Krzywousty zmarł 28 października 1138 prawdopodobnie w Sochaczewie. Brak jest źródłowych zapisów o okolicznościach jego śmierci. XII-wieczne źródła nie podały informacji o miejscu pochówku Bolesława Krzywoustego. Dopiero w XV w. Jan Długosz wskazał, że grób księcia znajduje się w Płocku. Nie podał natomiast, skąd zaczerpnął tę wiadomość. Przypuszczalnie kronikarz oparł się na autopsji bądź na danych z zaginionego Rocznika mazowieckiego. Kanonik płocki z przełomu XVI/XVII w., Wawrzyniec Wszerecz, spisał relację o złożeniu we wspólnej trumnie w bazylice katedralnej w Płocku szczątków Bolesława, Władysława Hermana i kilku Piastów mazowieckich.

## Rodzina Bolesława Krzywoustego

### Małżeństwa Bolesława
Bolesław Krzywousty był żonaty dwa razy.
Zbysława Światopełkówna (1085/1090–1114), pierwsza żona Bolesława, pochodziła z dynastii Rurykowiczów. Była córką Światopełka II Michała (1050–1113), księcia połockiego (1069–1071), nowogrodzkiego (1078–1088), turowskiego (1088–1093) i wielkiego księcia kijowskiego (1093–1113). Małżeństwo Zbysławy i Bolesława zostało zawarte prawdopodobnie w 1103 z myślą o przyszłym wsparciu militarnym Bolesława ze strony księcia kijowskiego w walce ze Zbigniewem i jego zwolennikami. Przypieczętowany mariażem sojusz polityczny między Polską i Rusią miał również ograniczyć notoryczne napady książąt halicko-trembowelskich na oba kraje. Do śmierci Zbysławy między Polską a księstwem halicko-wołyńskim panowały przyjazne stosunki polityczne.
Salomea z Bergu (1093/1101 – 27 lipca 1144), druga żona Krzywoustego, była córką Henryka von Berg-Schelklingena, hrabiego Bergu. Zawarcie małżeństwa nastąpiło w styczniu lub lutym 1115. Mariaż był podyktowany ówczesną sytuacją polityczną. Został zawarty przy okazji podpisania pokoju między Polską a Czechami. Salomea pochodziła z potężnej i wpływowej rodziny książęcej, która po śmierci cesarza Henryka V w 1125, wskutek poparcia opozycji w Niemczech, straciła swoje wpływy polityczne na dworze Lotara III.
W starszej literaturze mylnie była uważana za żonę Bolesława Adelajda, córka Henryka IV. Informacja o tym, że po śmierci Zbysławy Bolesław poślubił ją w Bambergu w 1110, była podawana za Janem Długoszem i Arsewuszem Sulgerem. Pogląd ten zakwestionował Oswald Balzer.

### Potomstwo ze Zbysławą Światopełkówną
Władysław II Wygnaniec (1105 – 30 maja 1159), jedyny syn Bolesława i Zbysławy, był księciem krakowskim, śląskim, sandomierskim, wschodniej Wielkopolski, kujawskim, wschodniopomorskim i zwierzchnim zachodniopomorskim (1138–1146). Gall Anonim podał, że przyszły następca tronu urodził się w zimie 1107/1108, jednak pominął wskazanie płci i imienia dziecka. Rocznik świętokrzyski i Rocznik kapitulny odnotowały urodzenie Władysława pod 1105.
NN, córka (najpóźniej 1112 – po 1124) w 1124 poślubiła Wsiewołoda Dawidowicza, księcia muromskiego, o którego żonie wiadomo tyle, że pochodziła z Polski. Jej filiacja nie jest pewna, mogła być zarówno córką Bolesława i Zbysławy, jak pochodzić z rodu Awdańców i być córką Skarbimira.
Starsza literatura przypisywała małżeństwu Bolesława i Zbysławy troje dzieci. Oprócz Władysława II i nieznanej z imienia córki za potomka płci męskiej z tego związku uchodził nieznany z imienia syn. O narodzinach NN, syna (ok. 1107/1108–?) napisał Gall Anonim. Według Oswalda Balzera podana przez kronikarza informacja mogła zawierać nieznany fakt narodzin drugiego syna ze związku Bolesława i Zbysławy. Zdaniem badacza potomek ów zmarł krótko po narodzinach. W innym natomiast miejscu Gall wskazał, że wzmianka mogła tyczyć pierworodnego Bolesława, Władysława II. Karol Maleczyński uważał, że w źródłach, tj. Roczniku świętokrzyskim i Roczniku kapitularnym, traktujących o narodzinach pierworodnego syna Bolesława i Zbysławy pod rokiem 1105, mogła zajść pomyłka.

### Potomstwo z Salomeą z Bergu

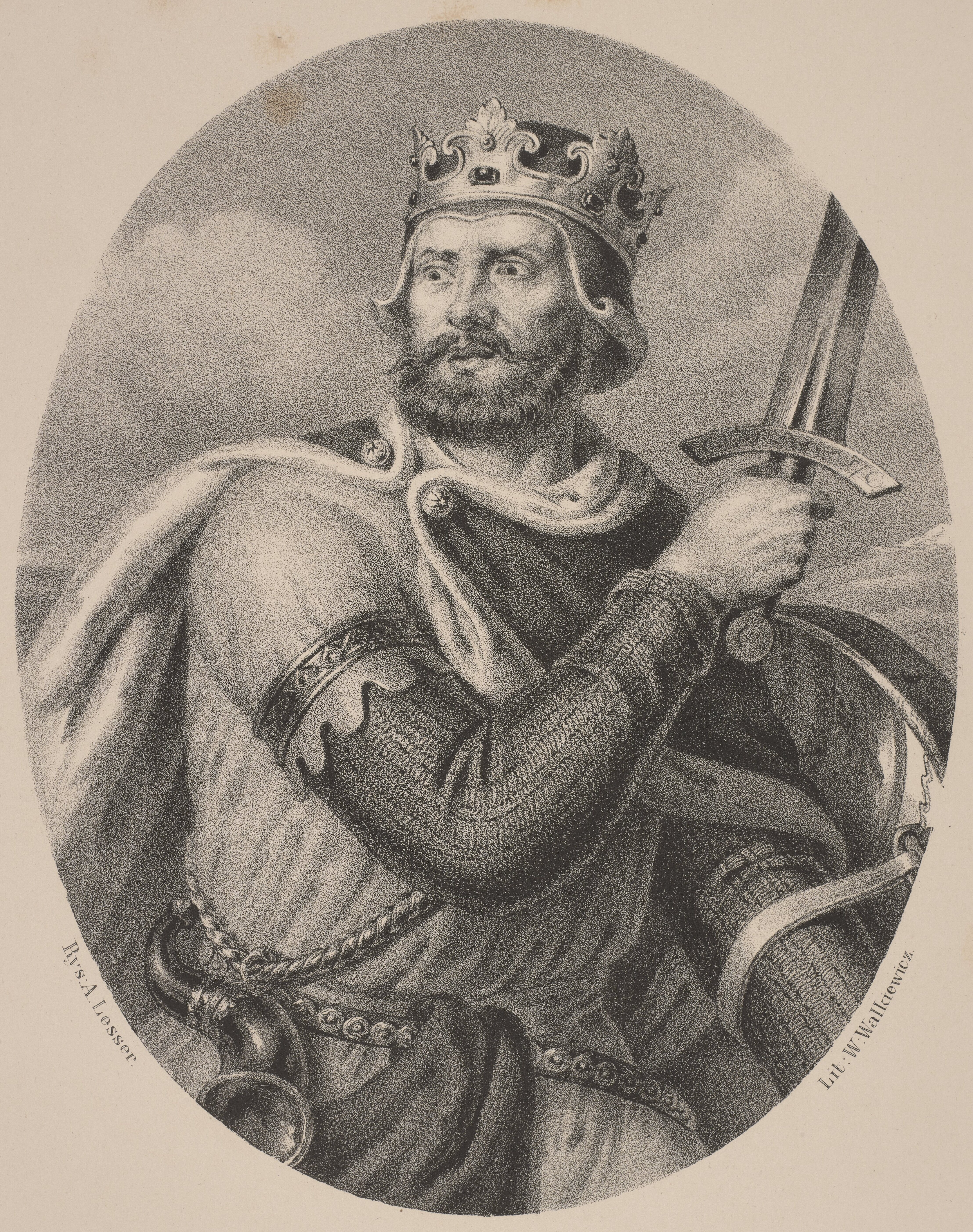
Bolesław Krzywousty. Grafika Aleksandra Lessera.

Z małżeństwa z Salomeą Bolesław miał 6 synów i 6 córek.
Leszek (1115/1116 – 26 sierpnia przed 1131) był najstarszym synem Bolesława i jego drugiej żony. Prawdopodobnie zmarł w dzieciństwie.
Ryksa (1116 – po 25 grudnia 1155), najstarsza córka Bolesława i Salomei, w 1129 poślubiła księcia duńskiego Magnusa Silnego, późniejszego króla Szwecji. Małżeństwo miało zapewnić Polsce poparcie Duńczyków w wojnie z Niemcami, jednak w 1134 Dania wzięła w konflikcie stronę niemiecką. Po śmierci Magnusa w 1134 Ryksa wróciła do Polski. Ponownie została wydana za mąż za Włodzimierza, syna Wsiewołoda Mścisławowicza, księcia nowogrodzkiego. Małżeństwo to zostało zawarte w celu pozyskania dla Polski sojusznika przeciwko Węgrom. Po śmierci drugiego męża i ojca Ryksa poślubiła Swerkera I, króla Szwecji.
NN, córka (1117/1122 – po 1132) była narzeczoną lub żoną Konrada z Plötzkau, margrabiego Marchii Północnej.
Kazimierz, zwany w historiografii Starszym (1117/1122 – 19 października 1131), według źródeł (m.in. Rocznik kapituły krakowskiej) zmarł w wieku 9 lat. Jan Długosz w swojej kronice uważał, że Kazimierz był synem ze związku Bolesława i Adelajdy, rzekomej żony księcia.
Bolesław IV Kędzierzawy (1121/1122 – 5 stycznia 1173), książę mazowiecki i kujawski (1138–1146), krakowski, gnieźnieński i kaliski (1146–1173), sandomierski (1166–1173), w wieku 12 lat został ożeniony z Wierzchosławą, córką Wsiewołoda Mścisławowicza, księcia nowogrodzkiego. Jan Długosz pod 1127 podał, że Bolesław Kędzierzawy, podobnie jak Kazimierz Starszy, był synem ze związku Bolesława i Adelajdy.
Mieszko III Stary (1122/1125–13/14 marca 1202), książę wielkopolski (1138–1202), książę krakowski (1173–1177, 1190, 1199–1202), kaliski (1173–1202), zwierzchni Pomorza Gdańskiego (1173–1202) i kujawski (1195–1198), najpóźniej w 1140 został ożeniony z Elżbietą, siostrą Beli, króla węgierskiego. Mariaż został zawarty w ramach spełnienia jednego z postanowień układu merserburskiego.
Gertruda (1126/1135 – 7 maja 1160) była zakonnicą w Zwiefalten.
Henryk Sandomierski (ok. 1130 – 18 października 1166), książę sandomierski (1146–1166), według Jana Długosza miał urodzić się w 1132. Kolejną wzmiankę o nim kronikarz zawarł pod 1139, opisując podział księstwa na dzielnice. Kazimierz Maleczyński przesunął datę jego urodzenia na okres między 1127 a 1131. Za życia Krzywoustego Henryk Sandomierski nie odegrał ważnej roli politycznej. Zginął w 1166 w bitwie z Prusami, nie pozostawiając potomków.
Dobroniega Ludgarda (1128/1135 – po 1160) po śmierci ojca została wydana ok. 1141/1142 przez Salomeę za mąż za Dytryka z dynastii Wettynów, margrabiego dolnołużyckiego, który niedługo potem rozwiódł się z nią.
Judyta (ok. 1133 – 8 lipca 1171/1175) w 1136 została przeznaczona na żonę Beli, króla węgierskiego. Jednak małżeństwo nie doszło do skutku i Judyta w 1148 poślubiła Ottona I, margrabiego Brandenburgii, syna Albrechta Niedźwiedzia.
Agnieszka (1137 – po 1182) ok. 1140–1141 została przeznaczona na żonę jednego z synów Wsiewołoda, księcia ruskiego. Mariaż miał zapewnić wsparcie Rusi w sporze synów Salomei z Władysławem II, ich przyrodnim bratem. Do małżeństwa jednak nie doszło i Agnieszka w 1149/1151 poślubiła Mścisława Iziasławicza, księcia perejasławskiego, łuckiego, wołyńskiego, wielkiego księcia kijowskiego.
Kazimierz II Sprawiedliwy (1138 – 5 maja 1194), książę wiślicki (1166–1173), sandomierski (1173–1194) i krakowski (1177–1194), mazowiecki i kujawski (1186–1194), przez długi okres był uważany za pogrobowca i przez to nieuwzględniany w testamencie ojca.
Starsza literatura przypisywała Bolesławowi i Salomei jeszcze dwie córki: Adelajdę i Zofię. Adelajda (ok. 1114 – 25 marca przed 1132) była żoną Adalberta Pobożnego. Współczesna nauka kwestionuje, że była córką Bolesława. Zofia (?–10 października 1136) prawdopodobnie była matką Mateusza, biskupa krakowskiego.

### Genealogia
| Kazimierz I Odnowiciel ur. 25 VII 1016 zm. 19 III 1058 | Kazimierz I Odnowiciel ur. 25 VII 1016 zm. 19 III 1058 |                                               |                                               | Dobroniega Maria ur. 1010/1016 zm. 13 XII 1087 | Dobroniega Maria ur. 1010/1016 zm. 13 XII 1087 |  |  | Wratysław II ur. po 1032 zm. 14 I 1092 | Wratysław II ur. po 1032 zm. 14 I 1092 |                                             |                                             | Adelajda węgierska ur. ok. 1040 zm. 27 I 1062 | Adelajda węgierska ur. ok. 1040 zm. 27 I 1062 |
|                                                        |                                                        |                                               |                                               |                                                |                                                |  |  |                                        |                                        |                                             |                                             |                                               |                                               |
|                                                        |                                                        |                                               |                                               |                                                |                                                |  |  |                                        |                                        |                                             |                                             |                                               |                                               |
|                                                        |                                                        | Władysław I Herman ur. ok. 1043 zm. 4 VI 1102 | Władysław I Herman ur. ok. 1043 zm. 4 VI 1102 |                                                |                                                |  |  |                                        |                                        | Judyta czeska ur. 1056/1058 zm. 25 XII 1086 | Judyta czeska ur. 1056/1058 zm. 25 XII 1086 |                                               |                                               |
|                                                        |                                                        |                                               |                                               |                                                |                                                |  |  |                                        |                                        |                                             |                                             |                                               |                                               |
|                                                        |                                                        |                                               |                                               |                                                |                                                |  |  |                                        |                                        |                                             |                                             |                                               |                                               |
|                                                        |                                                        |                                               |                                               |                                                |                                                |  |  |                                        |                                        |                                             |                                             |                                               |                                               |

|                                               |                                               | 1 Zbysława Światopełkówna ur. 1085/1090 zm. zap. 1114 OO 1103 | 1 Zbysława Światopełkówna ur. 1085/1090 zm. zap. 1114 OO 1103 | Bolesław III Krzywousty (ur. 20 VIII 1086, zm. 28 X 1138) | Bolesław III Krzywousty (ur. 20 VIII 1086, zm. 28 X 1138) | 2 Salomea z Bergu ur. zap. 1099 zm. 27 VII 1144 OO I/II 1115 | 2 Salomea z Bergu ur. zap. 1099 zm. 27 VII 1144 OO I/II 1115 |                                                |                                                |  |  |
|                                               |                                               |                                                               |                                                               |                                                           |                                                           |                                                              |                                                              |                                                |                                                |  |  |
|                                               |                                               |                                                               |                                                               |                                                           |                                                           |                                                              |                                                              |                                                |                                                |  |  |
|                                               | 1                                             |                                                               | 1                                                             |                                                           | 2                                                         |                                                              | 2                                                            |                                                | 2                                              |  |  |
| Władysław II Wygnaniec ur. 1105 zm. 30 V 1159 | Władysław II Wygnaniec ur. 1105 zm. 30 V 1159 | ? c. NN ur. najpóź. 1112 zm. po 1124                          | ? c. NN ur. najpóź. 1112 zm. po 1124                          | Leszek ur. 1115 lub 1116 zm. 26 VIII przed 1131           | Leszek ur. 1115 lub 1116 zm. 26 VIII przed 1131           | Ryksa ur. 1116 zm. po 25 XII 1155                            | Ryksa ur. 1116 zm. po 25 XII 1155                            | c. NN ur. 1117/1122 zm. po 1132                | c. NN ur. 1117/1122 zm. po 1132                |  |  |
|                                               | 2                                             |                                                               | 2                                                             |                                                           | 2                                                         |                                                              | 2                                                            |                                                | 2                                              |  |  |
| Kazimierz ur. 1117/1122 zm. 19 X 1131         | Kazimierz ur. 1117/1122 zm. 19 X 1131         | Bolesław IV Kędzierzawy ur. 1121/1122 zm. 5 I 1173            | Bolesław IV Kędzierzawy ur. 1121/1122 zm. 5 I 1173            | Mieszko III Stary ur. 1122/1125 zm. 13/14 III 1202        | Mieszko III Stary ur. 1122/1125 zm. 13/14 III 1202        | Gertruda ur. 1126/1135 zm. 7 V 1160                          | Gertruda ur. 1126/1135 zm. 7 V 1160                          | Henryk Sandomierski ur. ok. 1130 zm. 18 X 1166 | Henryk Sandomierski ur. ok. 1130 zm. 18 X 1166 |  |  |
|                                               | 2                                             |                                                               | 2                                                             |                                                           | 2                                                         |                                                              | 2                                                            |                                                |                                                |  |  |
| Dobroniega Ludgarda ur. 1128/1135 zm. po 1160 | Dobroniega Ludgarda ur. 1128/1135 zm. po 1160 | Judyta ur. ok. 1133 zm. 8 VII 1171/1175                       | Judyta ur. ok. 1133 zm. 8 VII 1171/1175                       | Agnieszka ur. 1137 zm. po 1182                            | Agnieszka ur. 1137 zm. po 1182                            | Kazimierz II Sprawiedliwy ur. 1138 zm. 5 V 1194              | Kazimierz II Sprawiedliwy ur. 1138 zm. 5 V 1194              |                                                |                                                |  |  |

## Ustawa sukcesyjna (testament Bolesława Krzywoustego)

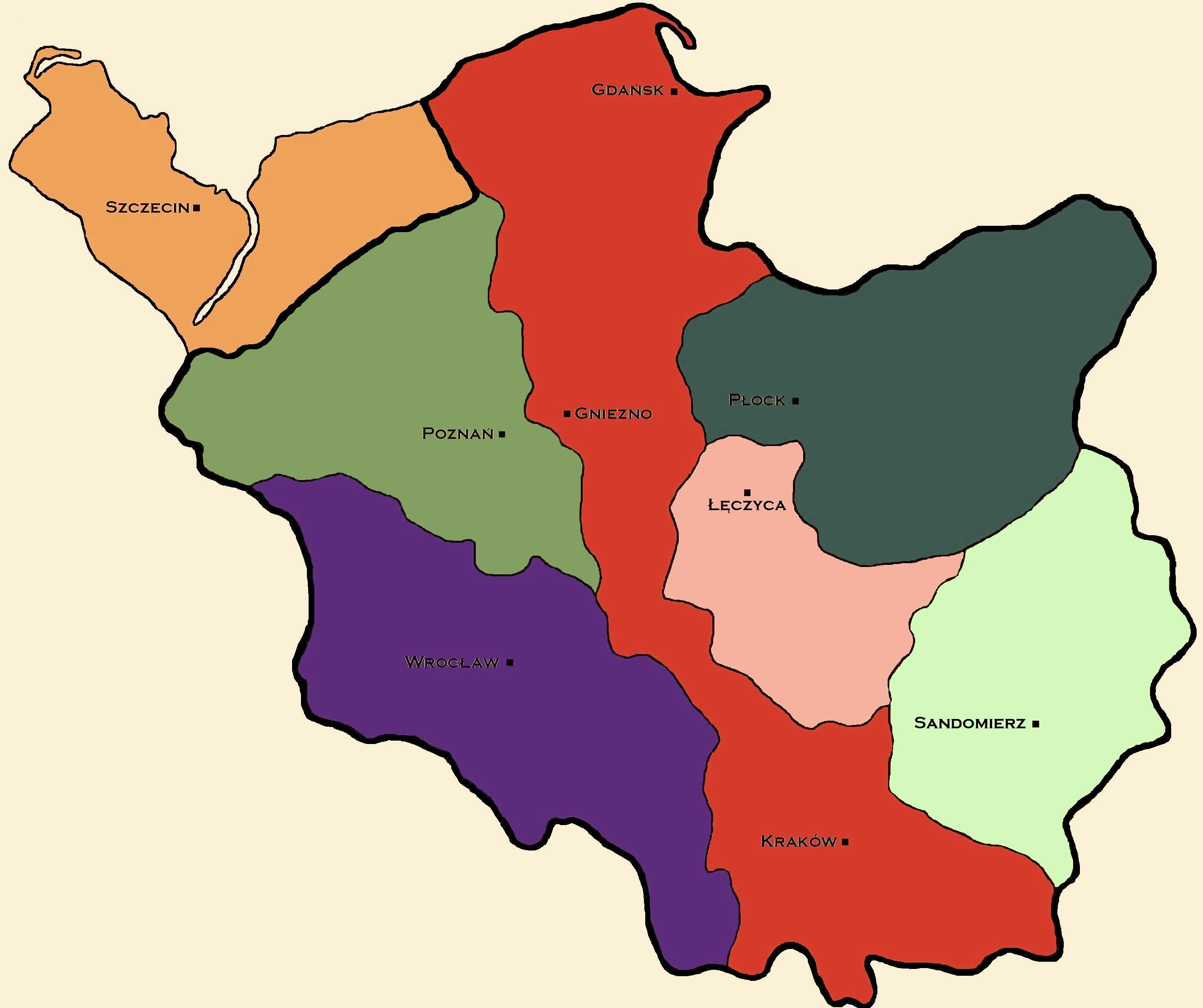
Podział ziem Polski na dzielnice w 1138 (na podstawie Ustawy Sukcesyjnej Bolesława Krzywoustego):
Dzielnica senioralna (wschodnia Wielkopolska, zachodnie Kujawy, ziemia wieluńska, Małopolska)
Dzielnica Władysława II (księstwo śląskie)
Dzielnica Bolesława IV (księstwo mazowieckie obejmujące Mazowsze, wschodnie Kujawy)
Dzielnica Mieszka III (księstwo wielkopolskie obejmujące zachodnią Wielkopolskę)
Dzielnica Henryka (księstwo sandomierskie)
Oprawa wdowia Salomei (prowincja / księstwo łęczyckie obejmujące ziemię łęczycką, ziemię sieradzką i trzy kasztelanie zapilickie / nadpilickie)
Lenno Polski pod kontrolą princepsa (księstwo pomorskie)

Dzielnica senioralna (wschodnia Wielkopolska, zachodnie Kujawy, ziemia wieluńska, Małopolska)
     Dzielnica Władysława II (księstwo śląskie)
     Dzielnica Bolesława IV (księstwo mazowieckie obejmujące Mazowsze, wschodnie Kujawy)
     Dzielnica Mieszka III (księstwo wielkopolskie obejmujące zachodnią Wielkopolskę)
     Dzielnica Henryka (księstwo sandomierskie)
     Oprawa wdowia Salomei (prowincja / księstwo łęczyckie obejmujące ziemię łęczycką, ziemię sieradzką i trzy kasztelanie zapilickie / nadpilickie)
     Lenno Polski pod kontrolą princepsa (księstwo pomorskie)

### Zasada pryncypatu-senioratu
Doświadczenia wyniesione z własnego domu doprowadziły do ustanowienia przez Bolesława sukcesji i podziału sfer wpływów pomiędzy synów. Na powiernika i wykonawcę swych postanowień wyznaczył długoletniego palatyna Piotra Włostowica. W swoim testamencie, zwanym również statutem lub aktem, Krzywousty wprowadził w Polsce zasadę pryncypatu-senioratu, chcąc w ten sposób zachować jedność państwa i zapobiec walkom o władzę między synami. Rozporządzenia w sprawie sukcesji weszły w życie tuż po śmierci Bolesława, natomiast nie jest znana data ich ustanowienia. Przypuszcza się, że mogło to nastąpić w 1115 lub 1116, po narodzinach syna Leszka, lub po stłumieniu buntu palatyna Skarbimira (1117). Źródła wskazują, że oryginalny dokument ustawy sukcesyjnej powstał w 1137. Anulowany został w 1180 i następnie przywrócony przez papieża Innocentego III na skutek petycji książąt śląskich (1210), jednak historycy podważają zatwierdzenie statutu przez papieża z uwagi na brak jakichkolwiek informacji.
Zasada sukcesji polegała na tym, że kolejnym władcą księstwa, czyli princepsem rezydującym w dzielnicy pryncypacko-senioralnej, zostawał najstarszy w momencie śmierci dotychczasowego princepsa przedstawiciel dynastii piastowskiej. W źródłach istnieje rozbieżność w kwestii sprawowanej ówcześnie władzy. Papież Innocenty III mówił o pryncypacie, zaś Wincenty Kadłubek o starszeństwie i primogeniturze. Kadłubek połączył w jednym zdaniu dwa systemy, tj. sposób dziedziczenia władzy zwierzchniej ze sposobem dziedziczenia władzy w poszczególnych dzielnicach, gdzie miała obowiązywać primogenitura. Wśród historyków istnieje pogląd, że Bolesław Krzywousty nie ustanowił senioratu, lecz primogeniturę przynależną wyłącznie Władysławowi II i jego następcom. Przyczynkiem do takiej hipotezy miały być objęcie i charakter sprawowanej władzy przez Bolesława Kędzierzawego w 1146.

### Podział państwa
Bolesław podzielił państwo na następujące dzielnice:
Dzielnica senioralna ze stolicą w Krakowie miała być niedziedziczna i niepodzielna. Składały się na nią ziemie krakowska, sieradzka i łęczycka, a także Pomorze Gdańskie, być może także zachodnia część Kujaw z Kruszwicą i wschodnia część Wielkopolski z Kaliszem i Gnieznem. Przynależność wschodniej Wielkopolski i zwłaszcza Kujaw do dzielnicy senioralnej jest jednak kwestionowana przez część badaczy
Władysław II otrzymał Śląsk ze stolicą we Wrocławiu oraz ziemię lubuską zapewne już w latach 1124–1125 po ślubie z Agnieszką Babenberg. Jako najstarszy wśród synów Krzywoustego został pierwszym seniorem (princepsem),
Bolesław IV – Mazowsze ze stolicą w Płocku oraz Kujawy (ewentualnie tylko wschodnią część Kujaw).
Mieszko III otrzymał Wielkopolskę ze stolicą w Poznaniu, być może bez ziemi gnieźnieńskiej i kaliskiej (o ile weszły w skład dzielnicy senioralnej).
Henryk Sandomierski natomiast ziemię sandomierską ze stolicą w Sandomierzu z Lubelskiem aż po Bug ku północy i wschodowi.
Salomea, wdowa po Bolesławie, otrzymała jako tzw. oprawę wdowią ziemię łęczycką lub sieradzko-łęczycką. Po jej śmierci ziemie te miały być włączone do dzielnicy senioralnej. Kazimierz II, najmłodszy syn Bolesława, nie został uwzględniony w ordynacji, gdyż urodził się po śmierci ojca bądź na krótko przed nią. Pomorze Zachodnie jako lenno miało pozostawać pod kontrolą princepsa.
Wśród mediewistów istnieje pogląd, że statut Krzywoustego nie przewidywał dziedziczenia ziem przez potomków jego synów. Po ich śmierci dzielnice te miały zostać włączone do domen seniora. Późniejsze walki jednak sprawiły, że zarządzane przez nich prowincje przekształciły się w dziedziczne dzielnice.

### Rozbicie dzielnicowe
Ustawa sukcesyjna Bolesława Krzywoustego zapoczątkowała w Polsce okres rozbicia dzielnicowego, zwanego również rozdrobnieniem feudalnym – zjawisko spotykane w średniowiecznej Europie. Występowało m.in. na Rusi, Węgrzech i w Niemczech. Z jednej strony były to czasy walk wewnętrznych i osłabienia państwa, z drugiej – okres ogromnej dynamiki rozwoju wewnętrznego, kultury oraz poprawy bytu szerokich mas ludności. Rozkład ówczesnego prawa książęcego według współczesnej historiografii miał także dobre strony, do których zaliczyć można: przebudowę ustroju państwa na nowych podstawach gospodarczych oraz zwiększenie odpowiedzialności za losy kraju jej górnych warstw.

## Organizacja państwa Bolesława Krzywoustego

Duchowny, rycerz i chłop. Społeczeństwo feudalne w XII w. dzieliło się na trzy stany: duchowieństwo, rycerstwo, chłopstwo. Miniatura Aldobrandina z Sieny pochodzi z XIII-wiecznego manuskryptu Li Livres dou Santé.

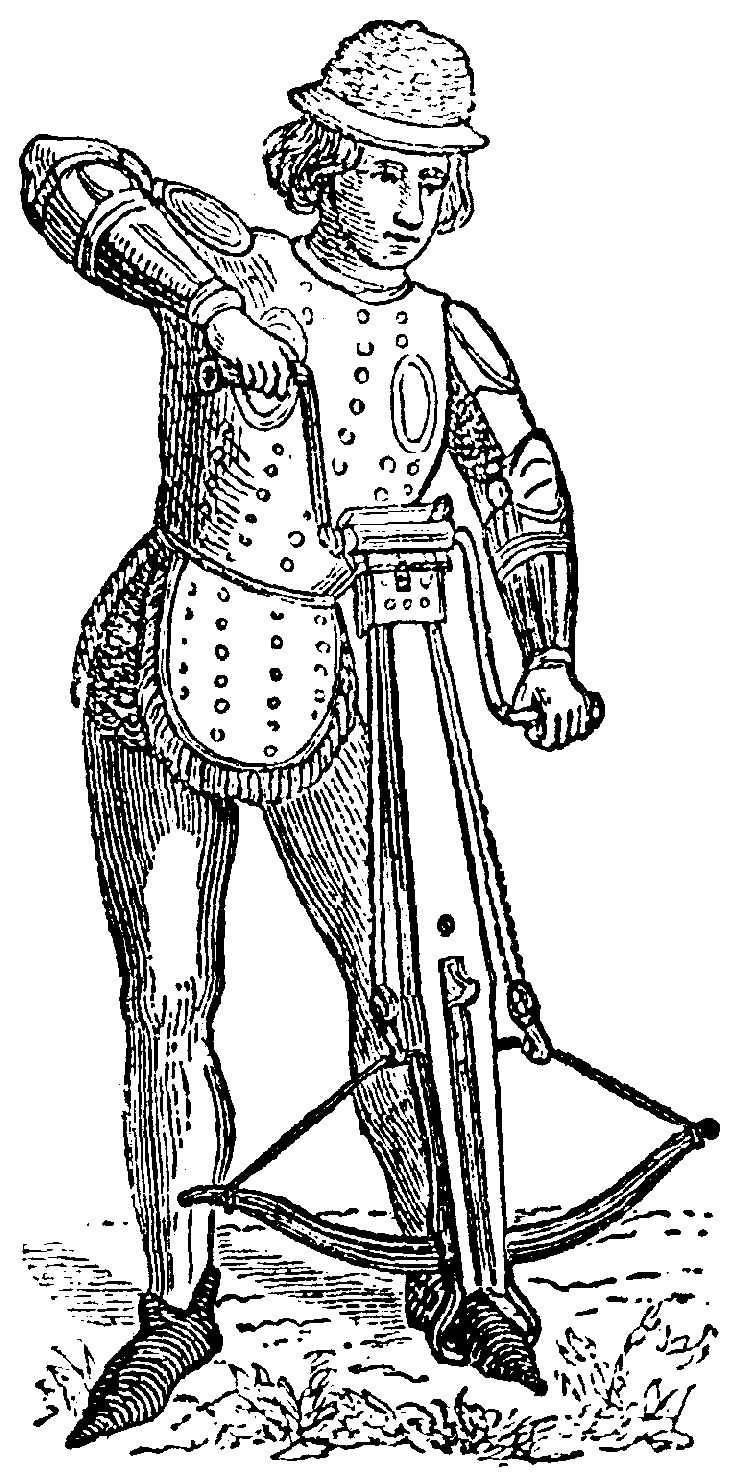
Naciąganie kuszy. Pod koniec XI w. do wojska zaczęto wprowadzać kusze.

Dokładne poznanie organizacji wewnętrznej XII-wiecznego państwa polskiego jest niemożliwe. Brak dokumentów z ówczesnego okresu i szczątkowe wiadomości kronikarzy stanowią problem w poznaniu działających mechanizmów zarządzania księstwem.
Księstwo Bolesława było podzielone na prowincje, a te na okręgi grodowe (kasztelanie). W ich obrębie pozostawały opola. Zasięg terytorialny prowincji odpowiadał późniejszym dzielnicom. Przypuszcza się, że utworzono 6–7 takich prowincji: mazowiecką, śląską, wielkopolską, krakowską, sandomierską i kalisko-łęczycką oraz pomorską (z ziem Pomorza Wschodniego). W okresie panowania Krzywoustego na terenach pogranicznych podejmowano próby zorganizowania marchii na wzór niemiecki. Poświadczone źródłowo są marchie: głogowska, gdańska i prawdopodobnie lubuska. Prawdopodobnie Bolesław posiadał dobrze zorganizowane grody, które pełniły funkcje polityczne, ekonomiczne i administracyjne.
Państwo pierwszych Piastów miało charakter patrymonialny. Dwór książęcy (łac.) curia ducis był centralnym ośrodkiem władzy, do którego należała bliska rodzina panującego (wraz z osobnym dworem księżny), dostojnicy świeccy i duchowni i podlegający im niżsi urzędnicy, rycerstwo dworskie oraz pracownicy kancelarii książęcej i kapelani. Najważniejszą rolę na dworze Władysława Hermana, a następnie Bolesława pełnił palatyn (wojewoda). Funkcja palatyna (łac.) comes palatinus obejmowała główne dowództwo podczas wypraw wojennych (w zastępstwie władcy), obronę terytorium państwa, nadzór nad administracją państwową (rola naczelnika dworu książęcego), kontrolę i mianowanie naczelników grodu oraz sprawowanie sądów. Urząd palatyna został zlikwidowany w 1180. Już za panowania Mieszka II nastąpił rozwój polskiego aparatu urzędniczego. Komornik (łac.) camerarius, zarządzał gospodarką dworu książęcego i państwa. Nad określonymi dziedzinami gospodarki księcia pełnili pieczę cześnik, stolnik, strażnik, miecznik, koniuszy, łowczy. Za panowania Bolesława pojawił się urząd kanclerza, kierującego pracą kancelarii i kaplicy książęcej (łac.) capella, którą tworzyło grono duchowieństwa świeckiego lub zakonnego. Do władzy centralnej należeli również: skarbnik, mincerz i inni. W czasach Krzywoustego ze strukturą państwową ściśle była związana organizacja Kościoła polskiego. Kościół podlegał panującemu, który posiadał prawo inwestytury.
Dwór książęcy utrzymywał kontakt z ogółem poddanych za pośrednictwem systemu urzędów grodowo-terytorialnych. Prowincją zarządzał naczelnik (łac.) princeps terrae, comes, pan głównego grodu. Utrzymywał zwierzchność nad naczelnikami grodowymi (łac.) comes. Do kasztelanów (rządców grodowych) należało sprawowanie lokalnej władzy cywilnej, pobieranie świadczeń od ludności, organizowanie obrony i prawdopodobnie sprawowanie sądów. Rządcom podlegali komornicy, żupani, mincerze, celnicy i poborcy. Wszelkie ważniejsze funkcje w księstwie sprawowali możni. Kasztelanie skupiały grupy możnowładztwa, urzędników i grup służebnych. Jedni stanowili otoczenie księcia, inni sprawowali urzędy, pozostali natomiast rolę aprowizacyjną. Zarządzający przygranicznymi marchiami margrabiowie byli podporządkowani bezpośrednio księciu polskiemu i mieli większe kompetencje niż naczelnicy prowincji czy grodów.
Pod koniec XI w. zanikła drużyna książęca. Zastąpił ją zachodnioeuropejski model wojska składającego się z rycerstwa. Terminem (łac.) milites, który dotychczas stosowano na określenie żołnierzy, zaczęto nazywać kategorię rycerzy pasowanych i wojów, którzy mogli sobie pozwolić na utrzymanie konia. Polskie siły zbrojne w czasach Bolesława złożone były z trzech rodzajów wojsk: dawnej drużyny książęcej (oddziału nadwornego), drużyny możnowładców i pospolitego ruszenia, składającego się z oddziałów drobnych feudałów oraz chłopów (według innych poglądów skład pospolitego ruszenia stanowiły przyboczne oddziały możnych, duchownych i świeckich).
Przyboczne oddziały księcia były formowane z orszaku składającego się z jego rówieśników (pod koniec XI w. tzw. „nowi ludzie” – starszyzna plemienna, przywódcy lokalni i naczelnicy opolni, którzy pretendowali do udziału w rządach, wysyłali swoich potomków na dwór książęcy, gdzie towarzyszyli księciu). Stosunek Bolesława do jego drużyny przybocznej charakteryzuje wygłoszona prawdopodobnie przez Krzywoustego inwokacja, którą na łamach Kroniki przedstawił Gall Anonim:

O młodzi, świetna obyczajami i urodzeniem, przy moim boku stale zaprawiana w boju, ze mną nawykła do trudów!

Możnowładcy utrzymywali własne drużyny, do których zaliczano uboższe rycerstwo wspomaganych przez chłopów. Za ich uzbrojenie odpowiadał możny. M.in. drużynników wyposażano w broń drzewcową (np. włócznia), obuchową (np. maczuga), tnącą (np. miecz) i miotającą (np. kusza, łuk, proca) oraz tzw. uzbrojenie ochronne (tarcza, hełm, pancerz). Drużyny te z czasem stały się większe od książęcej, np. Sieciecha. Podczas konfliktów początku XII w. możni powoływali także pospolite ruszenie, szczególnie z ziem zagrożonych. Całość pospolitego ruszenia dzielono na oddziały, którym nadawano nazwy od głównych grodów rejonu, z którego pochodzili (np. hufce kruszwiczan). W przypadku większego konfliktu zbrojnego do oręża powoływano także samodzielne oddziały chłopów (np. podczas wojny polsko-niemieckiej w 1109).
Obok możnowładców, którzy byli związani z panującym i jego dworem, oraz wojami na społeczeństwo czasów Krzywoustego składali się wolni chłopi i chłopi służebni (przywiązani do miejsca zamieszkania). Odrębną grupę społeczną stanowili ludzie wolni, tzw. goście (nieposiadający własnego majątku), wojownicy (łac.) milites gregarii, posiadający gospodarstwa rolne i zaliczani do ludności pospolitej. Na końcu tej drabiny społecznej stali niewolni (brańcy wojenni, bądź ich potomkowie). Nie różnili się od wolnych chłopów, jednak ich powinności wobec pana były większe. Ludności niewolnej używano do posług osobistych bądź do pracy na roli na rzecz panującego.
Wszystkie dziedziny życia w państwie regulowało prawo książęce (łac.) ius ducale. Terminem tym określało się wszelkie uprawnienia książęce, w stosunku do poddanych lub dóbr, egzekwowaniu rozmaitych świadczeń, danin i posług. Rozbudowany aparat państwowy i kościelny utrzymywał się dzięki świadczeniom ze strony ludności wytwarzającej dobra materialne. Główny ciężar podatkowy spoczywał na najniższej klasie społecznej – chłopstwie (łac.) heredes, rustici ducis, possesores. Do nich należało składanie określonych danin, dziesięcin, podatku podworowego (w postaci jednej krowy, na którą składała się cała wieś), podymnego, poradlnego, narzazu (za wypas trzody chlewnej w lasach), stacji lub stanu (obowiązku ugoszczenia panującego i jego dworu), posług komunikacyjnych (przewodów, powozów, podwód), łowieckich, wojskowych, stróży (stróżowania w grodzie), danin z regaliów i z kar sądowych. Ponadto poddani byli zobowiązani do naprawy dróg, mostów, budowy i utrzymania grodów.

## Bulle Krzywoustego
Z pięciu najstarszych zachowanych pieczęci polskich władców cztery zostały odkryte w różnych miejscach na przestrzeni lat 2002–2006, jedna natomiast ponad 100 lat wcześniej. Polscy archeologowie dokonali odkryć w miejscowości Głębokie (2002), na Ostrowie Tumskim (2005), w Gnieźnie (2005) oraz w nieujawnionym miejscu we wsi Susk koło Sierpca oddalonej 32 km od Płocka (2006). Pierwsze wstępne badania sugerowały, że bulle mogły należeć do pieczęci książęcej Krzywoustego. Zostały wykonane z ołowiu, materiału trwałego, lecz niezbyt plastycznego o średnicy 36–40 mm. Ołowianymi pieczęciami posługiwano się na dworach europejskich. Znane są pieczęcie miejskie oraz zakonów rycerskich. Okazjonalnie, przy ważniejszych dokumentach (aktach prawnych) stosowano złote bulle.
Odkryte dotąd polskie bulle książęce należą do dwóch zasadniczych typów, różniących się zarówno formą legend (rozbudowane, zapisane na awersie w dopełniaczu, z wyrazem (łac.) sigillum w typie I i krótkie, wyrażone w mianowniku w typie II), jak i wspomnianym odmiennym ukazaniem św. Wojciecha, raz w ujęciu pontyfikalnym, z pastorałem i księgą, w drugim przypadku – z pastorałem, w geście nałożenia ręki, dobrze widocznym na zdjęciach – wykonanych przed konserwacją zabytku. Użycie formy dopełniaczowej na polskich świeckich pieczęciach w XII w. to ewenement (niespotykany nigdzie indziej), mający swój jedyny ówczesny odpowiednik monetarny w denarze typu II Bolesława Krzywoustego z legendą: (łac.) Denarivs ducis Bolezlai. Pod koniec życia Bolesława na inskrypcjach powrócono do statecznej formy mianownikowej: (łac.) Dvx Bolezlavus. Według S. Suchodolskiego bulle służyły do uwierzytelniania dokumentów książęcych m.in. listów, przywilejów, wyroków itp…, natomiast według T. Jurka – mogły służyć także do zabezpieczenia obiektów zamkniętych (drzwi, skrzynie, relikwiarze).
W październiku 2006 Komisja Historyczna Poznańskiego Towarzystwa Przyjaciół Nauk potwierdziła, że odkryte w latach 2002–2005 bulle należały do księcia Bolesława Krzywoustego.

## Mennictwo w czasach Krzywoustego
W okresie Bolesława III w użyciu były dwustronne polskie denary, które dominowały nad monetą obcą. Pierwszy znany denar doby Krzywoustego był opatrzony legendą polową z napisem (łac.) Bolezlav. Do innych – powszechnie używanych – należały monety z napisem (łac.) Bolezlavs, denarivus, dicis Bolezlai lub ze św. Wojciechem w awersie. Kolejne emitowane monety nie posiadały legendy. Odbiegały one najczęściej od standardowych podstaw wagowych: były o wiele lżejsze, wybijane w celach czysto ekonomicznych.
Za panowania Bolesława w Polsce pojawiły się także wzorowane głównie na technice magdeburskiej brakteaty, które jako jedne z najstarszych w Europie były emitowane przez mennice książęce. Rozróżnia się dwa typy brakteatów bolesławowskich. Typ młodszy (tzw. typ II) przedstawia korzącego się przed św. Wojciechem władcę. Święty wyciąga nad nim rękę w geście protekcji. W legendzie znajduje się napis (łac.) Bolezlaus Adalbertus. Brakteat ten początkowo zaliczano do pokutnych, gdyż łączono go z pokutą Bolesława po zbrodni na Zbigniewie. Prawdopodobnie powstała w Krakowie w 1127. Drugi brakteat Bolesława (tzw. typ I) jest rzadziej spotykany. Przedstawia św. Wojciecha w szacie biskupiej, trzymającego pastorał i Ewangelię. Legenda monety określa postać jako arcybiskupa gnieźnieńskiego. Dalsze badania wykazały, że moneta została wyemitowana w dobie zjazdu merseburskiego lub po śmierci księcia polskiego (1138). Obecnie jest nazywana protekcyjną, gdyż stempel na niej obrazuje opiekę św. Wojciecha dla Bolesława, który, mimo złożonego w 1135 hołdu, za jedynego swojego protektora uznaje świętego. Jest to jeden z nielicznych przykładów zastosowania propagandy politycznej w legendzie monety. Według A. Schmidta moneta ta jest arcybiskupią, która została wybita w Gnieźnie, najprawdopodobniej w 1135.
Prócz dwóch przedstawionych brakteatów z czasów Bolesława Krzywoustego istnieje jeszcze jeden, który obecnie jest zaliczany do najstarszego spośród znanych w numizmatyce. Brakteat znaleziony w Brzegu (gm. Pęczniew) zachował się w 2/3 części z całości, wadze 0,61 g i średnicy 27 mm. Moneta przedstawia postać władcy w koronie, z uniesionym mieczem i wyciągniętą ręką. Początkowo wiązano jej pochodzenie z Władysławem II Wygnańcem. Dalsze badania prowadzone m.in. przez A. Mikołajczyka identyfikowały ją z księciem Krzywoustym. Wśród badaczy jednak do dziś istnieją rozbieżności, w kwestii przypisania jej do określonego władcy, z uwagi na niepełne zachowane inskrypcje.
Mennice książęce znajdowały się we Wrocławiu, Płocku, Gnieźnie i Krakowie. Istniały również prywatne, np. palatyna Sieciecha, który umiejscowił je w Sieciechowie oraz pod Krakowem.

## Donacje książęce na rzecz Kościoła

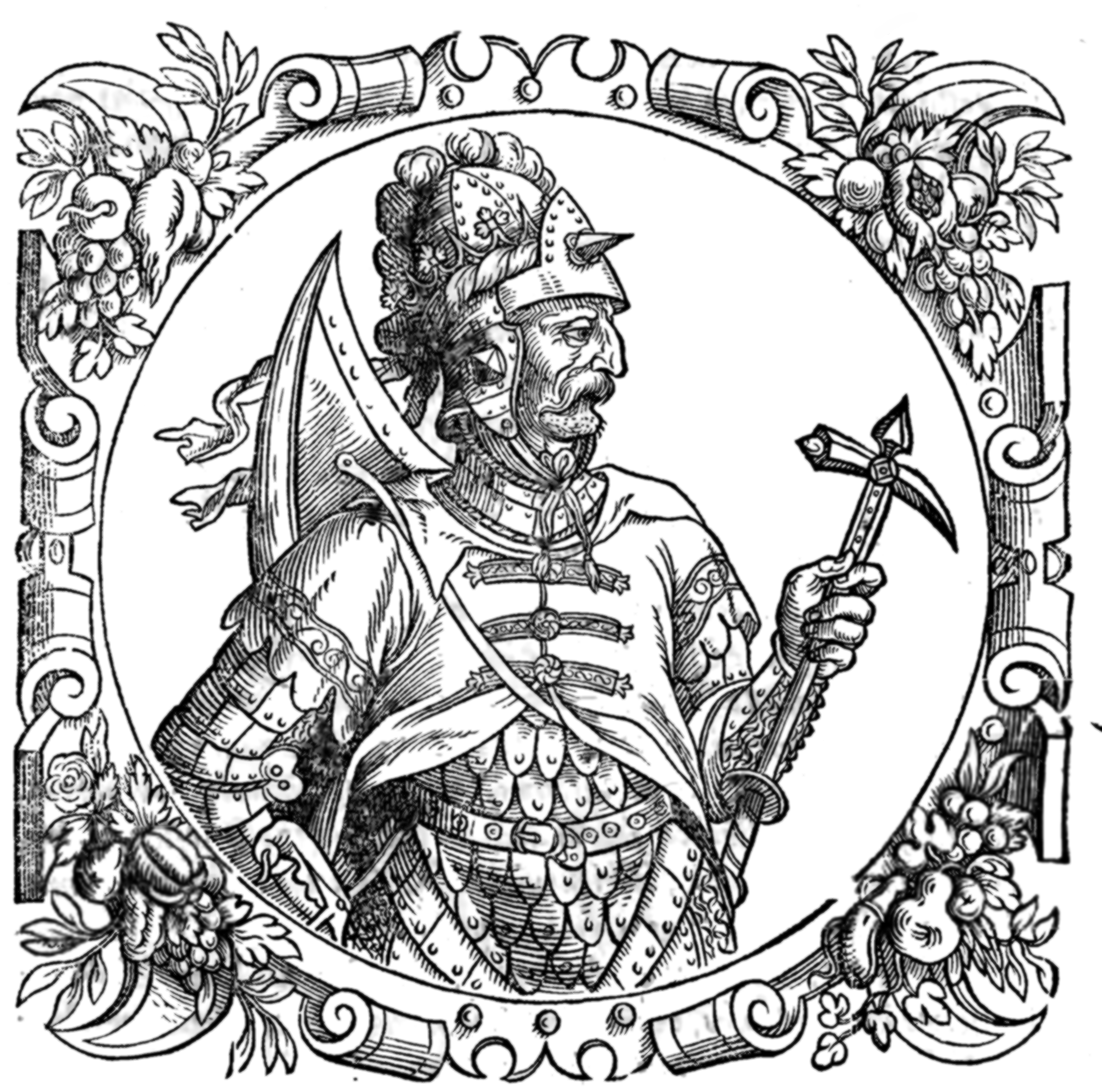
Bolesław III Krzywousty. Rycina pochodzi z dzieła Alessandra Guagniniego Sartmatiae Europeae descriptio (1578).

W tradycjach XII-wiecznych rodów panujących można odnaleźć szeroko zakrojoną działalność donacyjną (fundacyjną) na rzecz Kościoła. Celem głównym było szerzenie chrześcijaństwa. Miało to m.in. ukazać religijność władców w obliczu Boga, hierarchów kościelnych, duchownych i społeczeństwa. Bolesław Krzywousty ufundował:
Opactwo benedyktynów na Łyścu, o czym wspomniała spisana w końcu XIII wieku Kronika wielkopolska: Ten zaś król wkrótce potem założył pobożnie w miejsce grodu na Łysej Górze – a także w Sieciechowie, za pośrednictwem pewnego wielmoży imieniem Sieciech – opactwo zakonu św. Benedykta na cześć Świętej Trójcy i błogosławionej Dziewicy, dołączywszy pewne dobra do klasztoru sieciechowskiego.
Zachowane dokumenty z 1427 (tzw. świętokrzyskie dokumenty pergaminowe) potwierdzają relację Kroniki, wymieniając także rycerza Wojsława.
Kościół św. Idziego w Inowłodzu jest obiektem sakralnym wzniesionym w stylu romańskim. Według nowożytnej płyty inskrypcyjnej świątynia miała być wybudowana w 1082 z fundacji Władysława I Hermana. Dzisiejsze badania wskazują jednak, że pochodzi prawdopodobnie z XII w. (najpóźniej z 1138) i jest fundacją księcia Bolesława Krzywoustego.
Kolegiata na głogowskim Ostrowie Tumskim zgodnie z zapisem Rocznika głogowskiego (XV w.) miała powstać dzięki donacjom biskupa Heyma i komesa Wojsława w 1120. Współcześni badacze upatrują fundatora w Bolesławie Krzywoustym (T. Lalik), wskazują na wspólną fundację dokonaną przez biskupa Heyma i Wojsława za zgodą Krzywoustego (H. Gerlic) lub dowodzą, że jest to wspólna fundacja biskupa Heyma i Bolesława (T. Jurek). W starszych opracowaniach dotyczących historii Śląska pojawiały się opinie, że Bolesław Krzywousty ufundował kolegiatę w dowód wdzięczności za okazaną w 1109 r. wierność i waleczność głogowian oraz że była to fundacja przebłagalna księcia wyrzucającego sobie okrutne okaleczenie Zbigniewa.
Opactwo benedyktyńskie w Tyńcu według niektórych hipotez miało powstać dzięki fundacji Krzywoustego. W 1124 poświęcony został kościół przyklasztorny. W tym samym roku legat papieski wystawił dokument z potwierdzeniem otrzymanych przez opactwo posiadłości.
Opactwo w Lubiniu w latach 1137–1138 było restaurowano z fundacji książęcej Bolesława oraz rodowych Awdańców.
Katedra wawelska została ukończona za czasów Krzywoustego. W 1118 pochowano w niej biskupa Maura.
Opactwo w Trzemesznie zostało prawdopodobnie ufundowane przez Krzywoustego. Świadczy o tym zapis w dokumencie wystawionym przez Mieszka III Starego z 1145.
Nadania dla klasztoru zwiefalteńskiego w Szwabii są najbardziej znaną fundacją artystyczną Krzywoustego i jego żony Salomei. Jest to jedyne świadectwo kultury materialnej, artystycznej i religijnej dworu książęcego w XII-wiecznej Polsce, które zostało tak szczegółowo opisane.

Bolesław książę polski przysłał kapę chórową czarną, naszywanymi białymi wołami […] w złocie, w srebrze, w obrusach, a szczególnie w nader licznych różnorakiego rodzaju cennych futrach dał temu klasztorowi więcej niż siedemdziesiąt grzywien. Salomea, żona jego, przysłała złotem tkaną stułę, dwie alby dziane z jedwabiu i dzban srebrny wartości czterech grzywien, dalej skrzynkę z kości słoniowej nabijaną złotem, na sporządzenie kapy chórowej płaszcz swój czerwony złotymi naszywkami zdobiony, a także inny płaszcz na szatę mszalną cały przetykany złotem, odwiedziony złotymi naszywkami i u dołu obszyty czerwonym obramieniem, który według zwyczaju tego ludu zdobiony jest złotymi gwiazdami, zasłony na ścianę: jedną z jedwabnym obramieniem, drugą zdobną w białe lwy i trzecią czerwoną w białe liście, […] rękę św. Stefana męczennika […], dużą cząstkę Krzyża św., ząb św. Jana Chrzciciela, ząb św. Pankracego, ząb św. Cecylii, trochę krwi Chrystusa, mleka Panny Marii i łańcucha św. Piotra. Ponadto sto funtów srebra, jedną złotem naszywaną albę, krzyż złoty ważący więcej niż cztery grzywny złota, kielich srebrny pozłacany, dzban srebrny pozłacany wartości prawie sześciu grzywien, stułę zdobioną złotem razem z chustą, jeden pas, jedną dalmatykę całą tkaną ze złota, wartości pięćdziesięciu i więcej marek, jedną czarną tunikę naszywaną złotem, jedną chustę i jeden obrus przetykany złotem, które razem mogą mieć wartość dwudziestu grzywien, jedną zasłonę na ścianę, dzianą z jedwabiu, jedną skrzynkę z kości słoniowej, jedno przepiękne naczynie kryształowe, trzy konie, dwie uncje złota, dwa futra, z których jedno […] gronostajowe, mitrę biskupią z rękawicami, dalej cztery grzywny i trzy płaszcze z innymi drobiazgami.

Wspomniany w źródle złoty krzyż dla klasztoru zwiefalteńskiego wykonał mistrz Leopard, pracujący dla księcia Bolesława Krzywoustego w latach 1129–1137.
Relikwiarz z 1113 jest przykładem fundacji artystycznej Krzywoustego, dokonanej podczas wędrówki pokutnej po zbrodni na Zbigniewie do grobowca św. Wojciecha w Gnieźnie.

Dowodem tego jest dzieło złotnicze, które Bolesław kazał sporządzić na relikwię św. męczennika, jako świadectwo swej pobożności i pokuty. Trumienka owa bowiem zawiera w sobie 80 grzywien, najczystszego złota, nie licząc pereł i kosztownych kamieni, które zapewne dorównują wartością złotu.

Relikwiarz zawierał głowę św. Wojciecha. Pod koniec XV w. został przetopiony w celu wykonania nowego. Według notatki z 1494 relikwiarz miał formę oktogonalną. Ścianki boczne miały kształt kwadratów i były oddzielone kolumienkami, o które opierały się figurki świętych lub proroków. Zabytek był zdobiony 8 perłami i 40 szafirami.

## Dziejopisarstwo polskie za czasów Bolesława

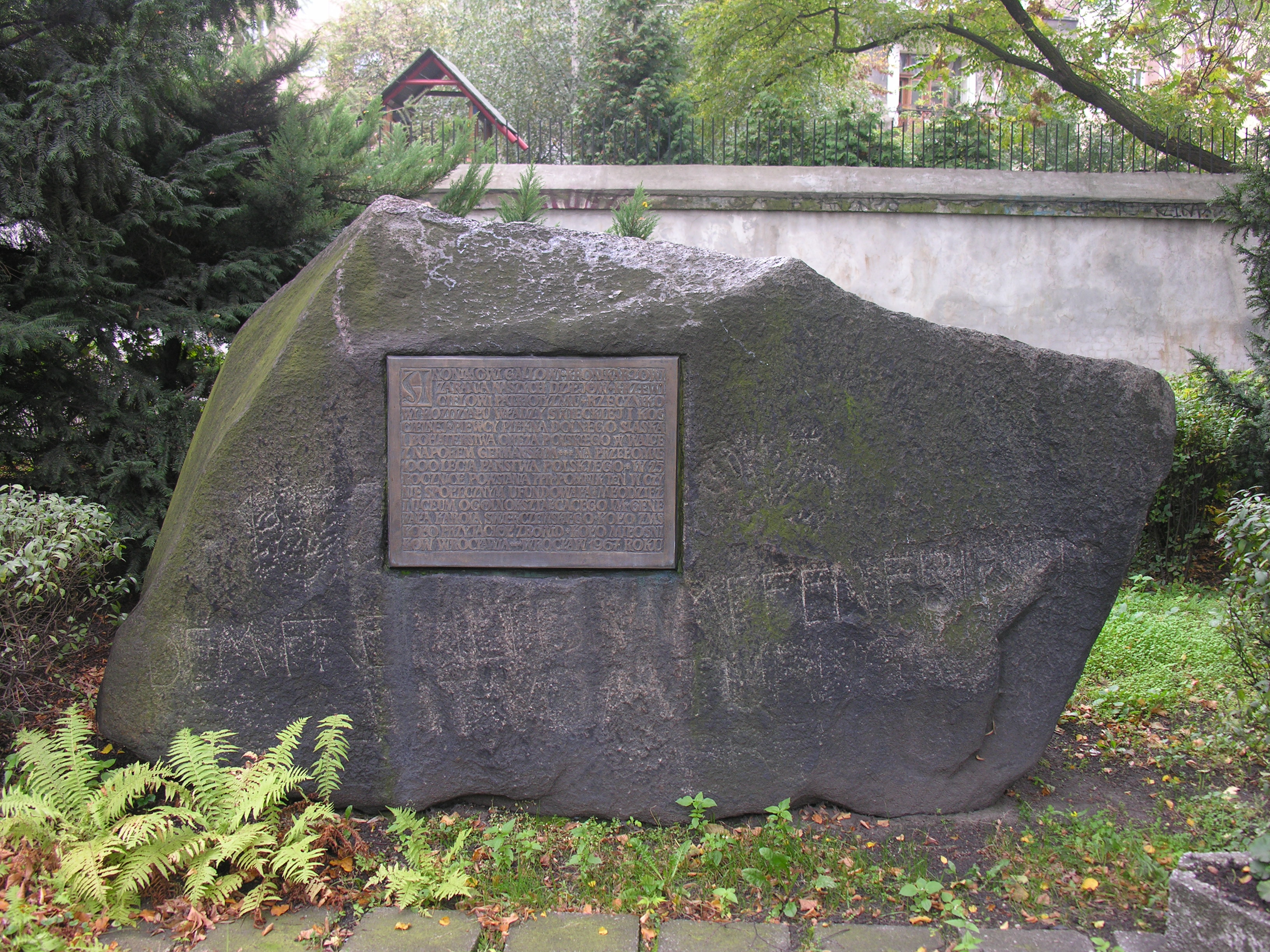
Kamień ku czci Galla Anonima. Pomnik znajduje się na dziedzińcu I LO we Wrocławiu.

W okresie panowania Bolesława Krzywoustego pojawiło się zapotrzebowanie utrwalenia na piśmie dziejów rodu piastowskiego. Zadania tego podjął się nieznany z imienia mnich benedyktyński (niewłaściwie nazywany Gallem Anonimem). Współczesne badania wskazują jednak, że mnich był Wenecjaninem.
Jego (łac.) Chronica Polonorum powstała w latach 1112–1116 Określana była terminem: dzieje książąt (łac.) gesta ducum, czyli historia państwa opisująca losy panujących. Kronika obejmuje dzieje od czasów legendarnych do roku 1114. Złożona z trzech części, jest dziełem literackim (nieukończonym), uzasadniającym prawa dynastii piastowskiej do panowania w Polsce. Kronika miała wytłumaczyć wiele kontrowersyjnych wydarzeń, które obarczały odpowiedzialnością ród panujący, i dać pełne wyjaśnienia zgodne z polityką panującego.

## Bolesław w źródłach średniowiecznych

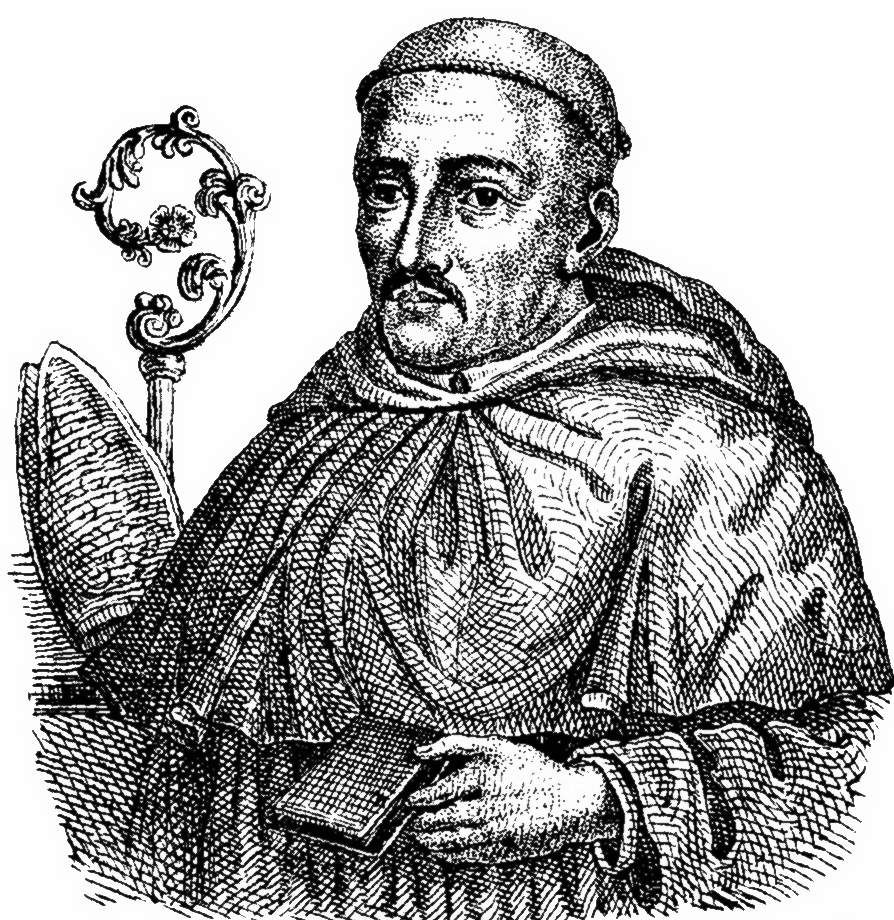
Wincenty Kadłubek. W Historia Polonica kronikarz określił Bolesława jako niezwyciężonego.

Bolesław Krzywousty był różnie oceniany przez średniowiecznych autorów. W swojej kronice Gall Anonim niejednokrotnie podkreślał rycerskość i cnoty księcia, ale również go upominał, np. gdy Bolesław pozwolił na powrót do kraju Zbigniewa. Przychylny do księcia stosunek miał Nicyfor, metropolita w latach 1104–1121, który przestrzegał księcia przed układami z Rusią. Kronikarz przełomu XII/XIII w. – Wincenty Kadłubek – przedstawił Bolesława jako niezwyciężonego władcę, posiadającego niemal cesarską władzę:

Sława Bolesława stała się wszędzie tak głośna, że (zgoła) wszyscy nieprzyjaciele zdumiewali się nad jego bitnością i różni (ludzie) nazywali go wychowankiem Marsa, tygrysowym synem, lwem srogim, smokiem ziejącym ogniem, piorunowym grotem (…).

Autorzy żywota św. Ottona z Bambergu – mnich z Prüfeningen (1140–1146), Ebbon (1151–1152) oraz Herbord (1154–1160) – wskazywali w swoich dziełach na honorowość, gościnność, pomoc niesioną przez księcia podczas misji chrystianizacyjnej na Pomorzu oraz pobożność. Ebbon nazwał Krzywoustego protektorem chrześcijaństwa, miał jednak zastrzeżenia do wojowniczości księcia. Na rolę Bolesława podczas misji Ottona wskazywali też Petrus Guillemus, bibliotekarz w prowansalskim klasztorze w Saint Gilles, Adalbert (Wojciech), pierwszy biskup pomorski, oraz piszący w 1271 minoryta Aleksander, autor (łac.) Expositio in Apocalypsim.
W kręgu kultur niemieckiej i czeskiej istniało inne nastawienie do Bolesława. Annalista Saxo, przedstawiając zjazd w 1135, podkreślił niesłuszność stawiania księcia polskiego na równi z panami niemieckimi. Opis tegoż wydarzenia według kanonika wyszehradzkiego, związanego z dworem rywala Bolesława – Sobiesława, nacechowany został wrogością wobec księcia polskiego. Wskazanie przez Czecha na fakt niesienia przez Krzywoustego miecza przed Lotarem III oraz posadzenie księcia podczas uczty naprzeciwko cesarza miało świadczyć o poniżeniu pierwszego.
Inne zachodnioeuropejskie źródła ograniczały się jedynie do podania informacji o Bolesławie bądź przy opisie wydarzeń, w których Krzywousty brał udział, pomijały imię księcia. Roczniki magdeburskie wspominały o uroczystym biciu dzwonów na powitanie Krzywoustego w Merseburgu. Ekkehard z Aura wymienił imię księcia przy wspomnieniu o zaproszeniu Ottona do Polski. Podczas procesu kanonizacyjnego biskupa z Bambergu w 1189 imię Bolesława zostało pominięte w korespondencji papieskiej prawdopodobnie ze względu na pogarszające się w owym czasie stosunki Polski i Niemiec.

## Ocena Bolesława Krzywoustego

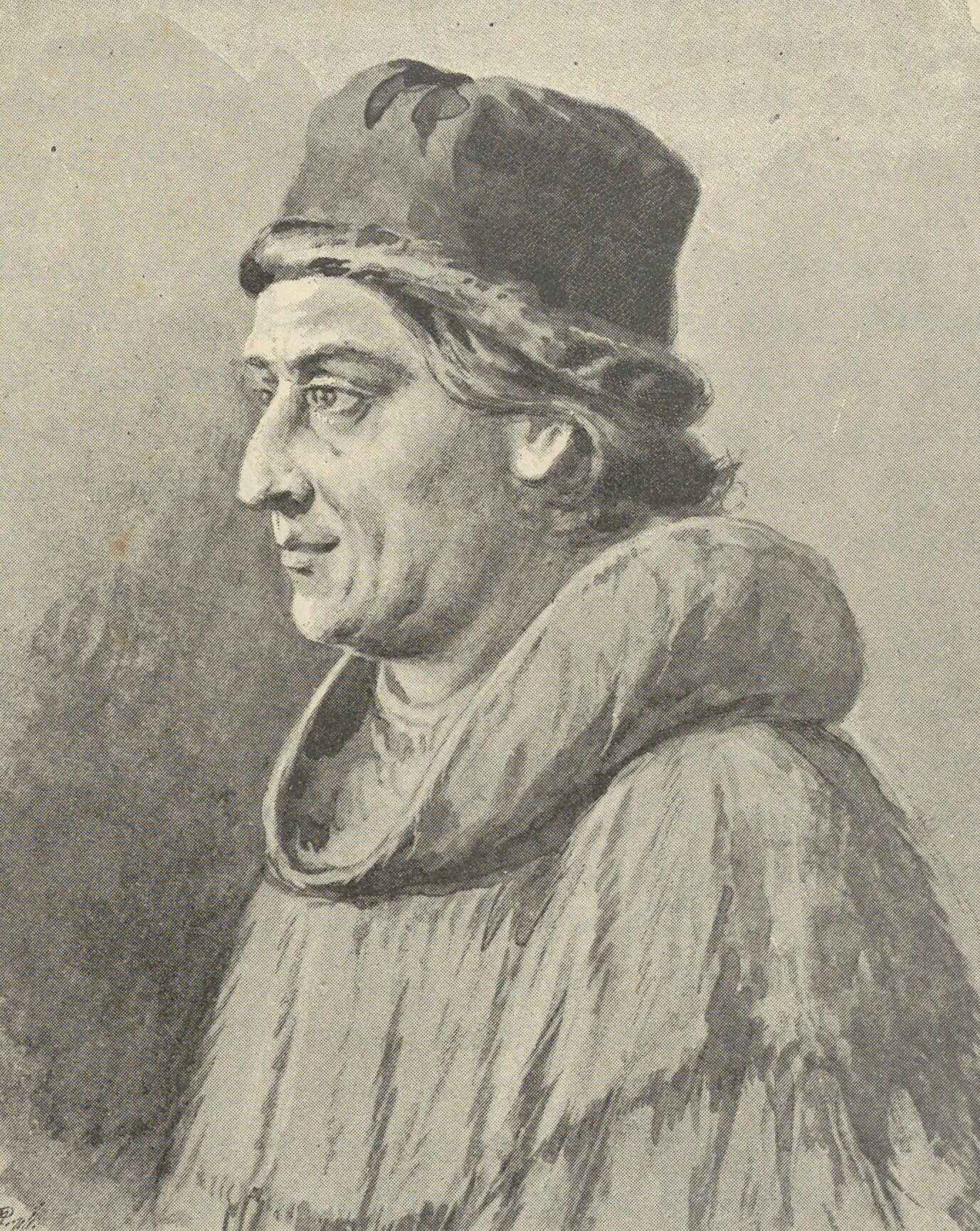
Jan Długosz. W swoim dziele Annales seu cronicae incliti Regni Poloniae kronikarz pochlebnie wypowiadał się o Bolesławie.

Charakterystykę postaci Bolesława można odnaleźć w polskim dziejopisarstwie. Jan Długosz w swojej kronice tak opisuje polskiego księcia:

Kreślić mam sławne panowanie i wojny najdzielniejszego i najszczęśliwszego monarchy, księcia Polskiego Bolesława; którego umysł tak skorym był w przedsięwzięciach, tak w ich popieraniu silnym i wytrwałym, tak szybkim w wykonaniu; taką przytem odznaczał się szczodrotą i wspaniałością, tak liczne i okazałe dał dowody bystrego i przenikliwego rozumu, pomiarkowania w zycięztwach, ludzkości dla cierpiących i nieszczęśliwych, gościnności dla obcych, sprawiedliwości i przychylności dla poddanych (jak – to wielu pisarzy dzieła poświadczają), że pomiędzy królmi i książętami Polskimi nie było ani zacniejszego męża, ani wodza bieglejszego w prowadzeniu wojny, ani waleczniejszego rycerza, ani szczęśliwszego zwycięzcy, gorliwszego miłośnika ojczyzny i sprawiedliwszego sędziego. Czterdzieści i siedem bitew, jak wiadomo, wstępnym bojem stoczył, a we wszystkich tak roztropnie i dzielnie się sprawił, że sam prawie był w każdej zwycięzcą.

K. Maleczyński w monografii Bolesław III Krzywousty naszkicował portret Bolesława. Według niego książę posiadał dużą siłę fizyczną, skoro zdołał zabić niedźwiedzia, i wytrwałość, ponieważ pokonywał duże odległości w krótkim czasie. Do cech osobowości Krzywoustego mediewista zaliczył cierpliwość i upór, które ujawniały się w trakcie wojen i oblegania grodów. Bolesław był hojny, o czym świadczą liczne dary dla zasłużonych rycerzy, i wspaniałomyślny, skoro przebaczał zbrodnie popełnione przeciwko niemu. Książę był porywczy i wymierzał kary pod wpływem gniewu i niesłusznych oskarżeń, np. Zbigniewowi i Skarbimirowi. Krzywousty był pobożny – fundował kościoły i klasztory. Posiadał umiejętność zjednywania sobie wrogów, np. kasztelana Magnusa, dobierania sobie dobrych doradców, np. Żelisława, Skarbimira, Piotra Własta, dyplomatów, np. Henryka głogowskiego, Pawła santockiego, oraz współpracowników spośród duchowieństwa, za których pośrednictwem pozyskał zaufanie papieża w polityce kościelnej. Umiejętnie zjednywał sojuszników, prawidłowo oceniając sytuację na arenie międzynarodowej. W sztuce wojennej stosował strategię szybkich i gwałtownych marszów, wypadów w głąb kraju wroga. Do walki używał konnicy, co pozwalało na uzyskanie efektu zaskoczenia w obozie nieprzyjaciela. Potrafił ocenić swoje siły militarne, skoro nie wstąpił w otwartą walkę z Niemcami w 1109, tylko stosował wojnę podjazdową. Jako wódz dbał o morale swoich żołnierzy, którzy wbrew radom doradców wojennych wybierali walkę w miejsce odwrotu. Historiografia przypisała Bolesławowi cechy dobrego polityka i dyplomaty, uznając go za obrońcę suwerenności państwa i polskiego Kościoła.

## Imię i przydomek

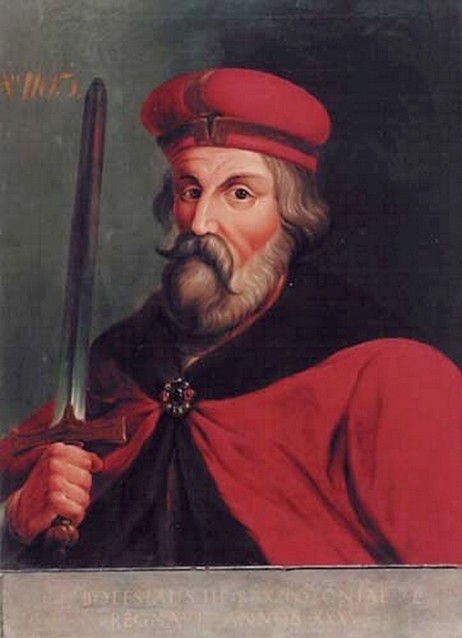
Bolesław III Krzywousty, obraz Jana Bogumiła Jacobiego z 1828

Według Kosmasa Bolesław otrzymał imię po swoim stryju – Bolesławie Szczodrym. Ojciec Krzywoustego nie miał powodu do honorowania swojego brata, niemniej jednak prawdopodobnie w ten sposób próbował zjednać sobie dawnych sprzymierzeńców swojego poprzednika.
Po raz pierwszy przydomek Bolesława – Krzywousty – pojawił się w wersji polskiej i łacińskiej w źródłach XIII-wiecznych: Genealogii płockiej (Criwousti) i w Roczniku świętokrzyskim młodszym (Crzyvousti). Prawdopodobnie geneza przydomka Bolesława sięga XII wieku, ponieważ odnosi się do cech fizycznych władcy, musiał pojawić się w czasach jego panowania. Zapewne określał nabytą po 1114 wadę, gdyż Gall Anonim w swojej Kronice o niej nie wspominał. W Kronice książąt polskich i Kronice polsko-śląskiej Bolesław został określony przymiotnikiem (łac.) curvus, którego znaczenie dotychczas pozostaje niejasne. Według XIV-wiecznej Kroniki o Piotrze Włostowicu książę był garbaty (łac. gibbosus), względnie miał krzywe wargi. Jan Długosz w XV w. napisał:

Miał on usta po jednej stronie nieco skrzywione, zkąd zwano go Krzywoustym; nie szpeciło to jednak jego twarzy, dodawało jej owszem jakiegoś wdzięku

W 1974 w katedrze płockiej, gdzie według tradycji pochowano Bolesława, przeprowadzono badania archeologiczne. Odkryto trumnę wypełnioną przemieszanymi kośćmi 16 mężczyzn i kobiety. Jedna z czaszek, należąca do mężczyzny zmarłego w wieku ponad 50 lat, miała zniekształconą żuchwę. Pojawiła się hipoteza, że należała do Krzywoustego. Przeciwnicy tej teorii wskazują, że księcia zaczęto nazywać Krzywoustym wiele lat po śmierci, a współczesny mu Gall nie wspominał o wadzie fizycznej bohatera swojej Kroniki. Obrońcy hipotezy utrzymują, że dzieło Galla ma cechy panegiryku na cześć Bolesława, dlatego kronikarz nie wspomniał o tej fizycznej ułomności. Przypuszczają również, że do uszkodzenia kości doszło w wyniku komplikacji okołoporodowych, co stało się przyczyną śmierci matki Bolesława w zaledwie kilka miesięcy po porodzie.
Przydomek Bolesława próbowano wyjaśniać także na inne sposoby. Według legendy grymas na twarzy Bolesława utrwalił się od patrzenia na służalczość ojca wobec Niemców i Czechów. Według Jana Długosza książę w młodości chorował na wrzód, który spowodował zniekształcenie twarzy. Według starszej literatury historycznej przydomek Krzywousty został nadany za krzywoprzysięstwa księcia.

## Krzywousty w kulturze
Teatr
- Kronika Polska Galla Anonima – dwuczęściowy spektakl telewizyjny oparty na Kronice Galla. Został wyprodukowany w 1977 na podstawie scenariusza i w reżyserii Grzegorza Królikiewicza. W rolę Bolesława Krzywoustego wcielił się Krzysztof Kiersznowski. Muzykę do pieśni O cudownych narodzinach Bolesława Krzywoustego oraz O zdobyciu morskiego brzegu napisał Czesław Niemen[332].
- Misterium Płockie – Bolesław Krzywousty – rapsod rycerski napisany przez Ludwika H. Morstina w 1938 z okazji obchodów 800. rocznicy śmierci Krzywoustego. Swoją prapremierę miał w Płocku w 2008. Misterium wyreżyserowane zostało przez Mariusza Pogonowskiego i Przemysława Pawlickiego (według ich scenariusza)[333][334].
- Zapis ojca Hermanna – dramat Jerzego Krasowskiego, zrealizowany w 1985 przez Teatr Telewizji w reżyserii autora[335].

Literatura piękna
- Królewscy synowie. Powieść z czasów Władysława Hermana i Krzywoustego – powieść historyczna Józefa Ignacego Kraszewskiego z cyklu Dzieje Polski opowiadająca o rywalizacji Bolesława Krzywoustego i jego brata, Zbigniewa[336] .
- Dylogia: Zdobycie Kołobrzegu i Psie Pole – cykl powieściowy Karola Bunscha z lat 1952–1953 opisujący walki na Pomorzu i wojnę roku 1109.

Malarstwo
Wizerunek Bolesława Krzywoustego został przedstawiony na następujących obrazach:
- portret w ołówku Jana Matejki (1890–1892),
- pokolorowana już po śmierci Matejki wersja Leonarda Stroynowskiego i Zygmunta Papieskiego[337],
- portret Aleksandra Lessera (XIX w.),
- portret Benoit Farjata (1763),
- portret Marcella Bacciarellego (XIX w.),
- kopia portretu Marcella Bacciarellego autorstwa Jana B. Jacobiego (1828),
- Śmierć Bolesława III Józefa Peszki (1800–1820),
- Panorama na Psim Polu Karola Stobieckiego i Leona Rozpędowskiego (1946–1947) – obraz zaginiony[338].

Numizmatyka
Popiersie Bolesława III Krzywoustego widnieje na następujących monetach obiegowych i okolicznościowych:
- obiegowa moneta 50-złotowa z 1982 wykonana z miedzioniklu według projektu Ewy Olszewskiej-Borys; w awersie napis: Polska Rzeczpospolita Ludowa, 50 zł, 1982, grafika: godło Polski; w rewersie napis: Bolesław III Krzywousty 1102–1138, grafika: popiersie władcy; nakład: 2616100 szt[339],
- srebrna moneta kolekcjonerska 200-złotowa z 1982 (próba Ag 750); w awersie napis: Polska Rzeczpospolita Ludowa, 200 zł, 1982, grafika: godło Polski; w rewersie napis: Bolesław III Krzywousty 1102–1138, grafika: popiersie władcy; nakład: 12000 szt[340],
- złota moneta 100-złotowa (okolicznościowa) z 2001 (próba Au 900) według projektu Ewy Tyc-Karpińskiej i Ewy Olszewskiej-Borys, należąca do serii Królowie i Książęta Polski; w awersie napis: Rzeczpospolita Polska, 100 zł, 2001, grafika: godło Polski; w rewersie napis: Bolesław III Krzywousty 1102–1138, grafika: popiersie władcy; nakład: 2000 szt[341][342].

Medalierstwo
Wizerunek księcia Bolesława został przedstawiony na następujących okolicznościowych medalach:
- Obrona Głogowa Bolesław Krzywousty 1109; rewers: Lepiej zginąć od miecza za ojczyznę niż kupując zhańbiony żywot służyć obcym. PTAiN Oddz. Zielona Góra, koło Lubin,
- Bolesław III Krzywousty 1085–1138; rewers: Głogów – Psie Pole sierpień-wrzesień 1109. 1988,
- 1102 Bolesław III Krzywousty 1138; rewers: Kościół św. Idziego. Inowłódz,
- 900 rocznica urodzin. Bolesław III Krzywousty 20 VIII 1985 Societas Scientiarum Plocensis. Płock TNP 1820; rewers: 1945 Szlakiem Krzywoustego,
- 1102 Bolesław III Krzywousty 1138; rewers: Temu, który przywrócił Pomorze Polsce w XX lecie sekcji 1968–1988. Koszalińscy numizmatycy[343].

Filatelistyka
- Znaczek pocztowy o nominale 1000 zł z popiersiem księcia Bolesława III z 1991, należący do serii znaczków z królami i książętami polskimi według Jana Matejki[344].

## Ku pamięci księcia

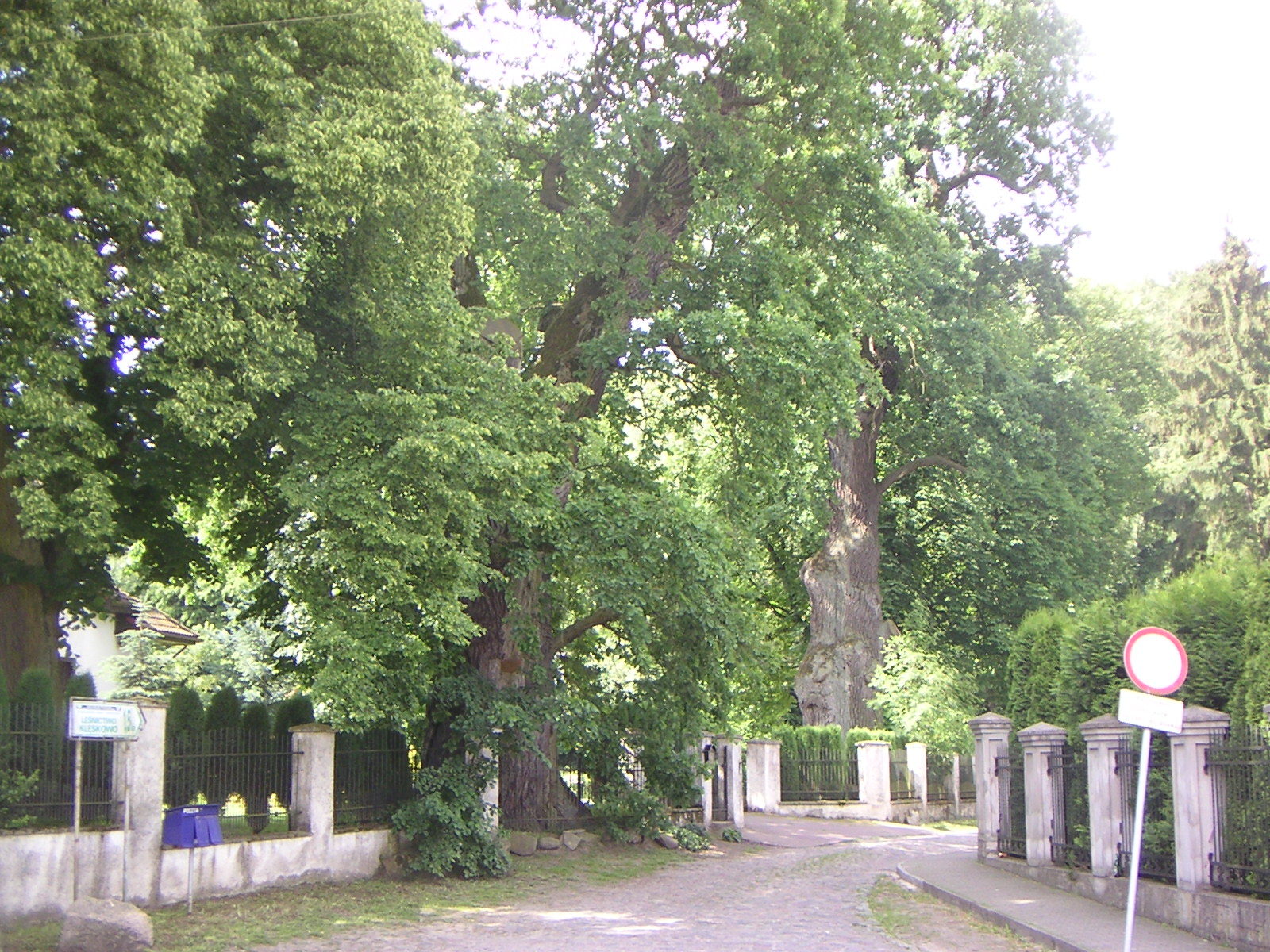
400-letnie Dęby Krzywoustego na szczecińskim osiedlu Klęskowo

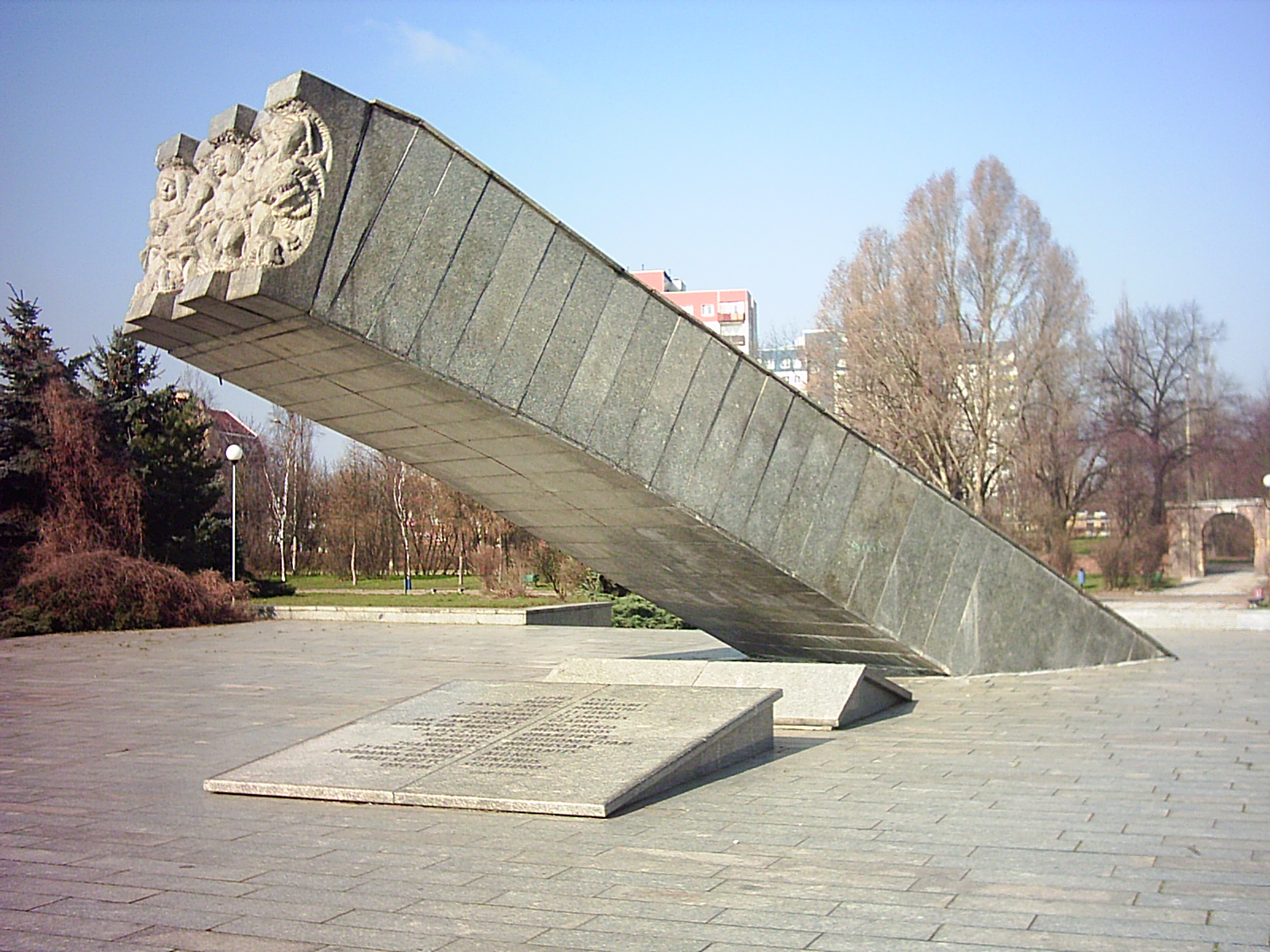
Pomnik Dzieci Głogowskich postawiony ku pamięci obrony Głogowa z 1109

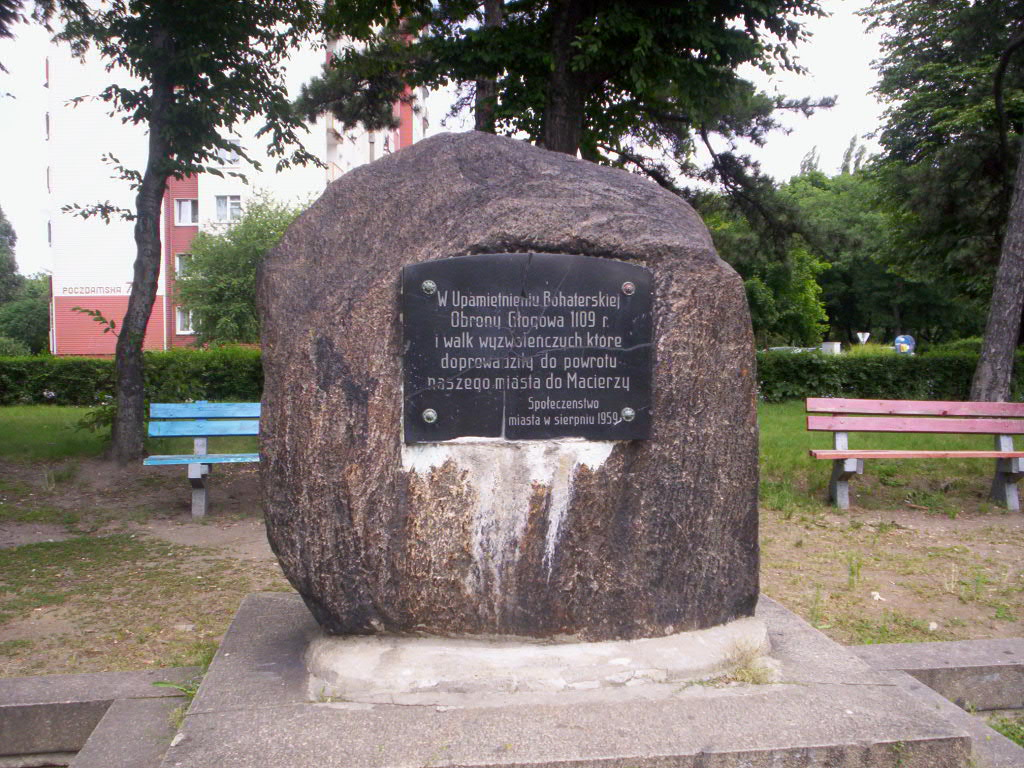
Kamień pamiątkowy nawiązujący do wydarzeń z 1109 w Głogowie

W Polsce znajduje się wiele miejsc związanych z osobą księcia Bolesława Krzywoustego. Jego imię pojawia się w nazwach ulic, szkół, fundacji, czy też pomników przyrody. Poprzez nadanie nazwy związanej z imieniem księcia, oddaje się hołd władcy i przywołuje pamięć o wydarzeniach, które są bezpośrednio czy pośrednio z nim związane. Do przykładów należą m.in.:
Brzeg
Bolesława Krzywoustego upamiętnia renesansowa płaskorzeźba umieszczona w portalu bramy wjazdowej Zamku Piastów Śląskich w Brzegu.
Jelenia Góra
Według legendy w 1108 książę Bolesław Krzywousty, wraz z możnym śląskim Piotrem Włostowicem, objeżdżał Dolny Śląsk. Kasztelan strzegomskiej warowni zaproponował władcy odpoczynek w nadbobrzańskich lasach. Podczas polowania, nocą, książę miał przeżyć wyjątkową przygodę – powtórne polowanie na jelenia, który uszedł mu za dnia. Dla upamiętnienia nocnej przygody książę Krzywousty nakazał rycerzowi Strupiczowi wybudowanie na wzgórzu grodu i nazwanie go Jelenią Górą (według niektórych podań gród wzniesiono w 1111). Zarządził również, aby w swym herbie osada ta posiadła po wsze czasy wielkiego i dumnego jelenia. Dziś jedno ze wzgórz nosi imię polskiego księcia. Położone jest w zakolu Bobru, w okolicy ujścia Kamiennej. Wzgórze mieści się na wysokości 375 m n.p.m. Obecnie wznosi się tam 22-metrowa wieża widokowa, którą wybudowano w 1911.
Szczecin
Jedna z głównych ulic Śródmieścia nosi imię księcia. Na cześć Bolesława nazwane „Dębami Krzywoustego” zostały także dwa ok. 400-letnie dęby szypułkowe (Quercus robur) o obwodzie 633 cm i 696 cm oraz wysokości 20 m. Drzewa te, chronione jako pomnik przyrody, znajdują się przy ul. Chłopskiej w Klęskowie (dziś osiedle miasta Szczecin). Z dębami Krzywoustego współcześnie związany jest żółty szlak turystyczny im. Bolesława Krzywoustego, prowadzący przez zalesione partie Wzgórz Bukowych.
Płock
Płock związany jest z miejscem narodzin polskiego księcia. Miasto w latach panowania Krzywoustego (1107–1138) było stolicą Księstwa Polskiego. We wrześniu 2012 r. przy ul. Piekarskiej, na szczycie skarpy nadwiślańskiej stanął pomnik księcia w otoczeniu sześciu wojów. Autorem projektu jest toruński rzeźbiarz Zbigniew Mikielewicz. We wcześniejszych latach prowadzone były dyskusje nad postawieniem pomnika poświęconego temu władcy, w ramach rewitalizacji płockiej starówki (stan na wrzesień 2009). Autorem projektu obelisku był Julian Boss-Gosławski, członek awangardowej grupy poznańskich artystów 4F+R. Miasto związane jest także z pochówkiem Krzywoustego. Jego ciało spoczywa w katedrze płockiej. W Płocku działa też Fundacja Odnowy Zabytków Płocka im. Bolesława Krzywoustego, która m.in. zajmowała się renowacją starodruków.
Głogów
W 1959 w Głogowie ufundowany został kamień pamiątkowy ku czci obrońców miasta z 1109. Inskrypcja na nim głosi: W Upamiętnieniu Bohaterskiej Obrony Głogowa 1109 r. i walk wyzwoleńczych, które doprowadziły do powrotu naszego miasta do Macierzy – Społeczeństwo miasta w sierpniu 1959. 1 września 1979 odsłonięto Pomnik Dzieci Głogowskich, znajdujący się na pl. Jana Pawła II, w pobliżu Zamku Książąt Głogowskich. Pomysł postawienia pomnika powstał z inicjatywy Głogowskiego Towarzystwa Kultury w 1966, z okazji obchodów tysiąclecia istnienia państwa polskiego. Projekt i jego wykonanie powierzono znanemu rzeźbiarzowi – Bułgarowi Dymitrowi Petrovi Vaceva. Pomnik ten nawiązuje do obrony Głogowa w 1109, kiedy to cesarz Henryk V, w celu zdobycia grodu, wykorzystał dzieci głogowian, przywiązując je do machin oblężniczych. Obrońcy grodu poświęcili życie dzieci, nie pozwalając na jego zdobycie.
Sochaczew
Sochaczew – prawdopodobne miejsce śmierci Krzywoustego (28 października 1138). W nieistniejącym już klasztorze o.o. Benedyktynów, przy ul. Staszica w Sochaczewie jest umieszczona tablica pamiątkowa z inskrypcją: Miejsce poświętne Kościoła św. Trójcy klasztoru o.o. Benedyktynów, w którym zmarł w roku 1138 król Polski Bolesław Krzywousty oraz kościoła parafjalnego św. Wawrzyńca i św. Marji Magdaleny konsekrowanego w 1257 r. spalonego w walce wojsk polskich z najazdem pruskim w 1794 r. Tablica tytułuje Bolesława królem, choć wiadomo, że nim nigdy nie był.
Szkoły pod patronatem Krzywoustego
Wiele szkół polskich nosi imię księcia Bolesława Krzywoustego, m.in.
- I Liceum Ogólnokształcące w Słupsku,
- Zespół Szkół nr 1 w Choszcznie,
- I Liceum Ogólnokształcące w Głogowie,
- Liceum Ogólnokształcące w Kamieniu Pomorskim,
- IV Liceum Ogólnokształcące w Płocku,
- Szkoła Podstawowa nr 10 we Wrocławiu,
- Szkoła Podstawowa nr 3 w Białogardzie.

Jednostki wojskowe
1 lipca 1938 roku Minister Spraw Wojskowych generał dywizji Tadeusz Kasprzycki nadał 8 Pułkowi Artylerii Lekkiej nazwę „8 Płocki Pułk Artylerii Lekkiej imienia Króla Bolesława Krzywoustego” oraz zarządził noszenie przez żołnierzy pułku na naramiennikach kurtek i płaszczy, zamiast dotychczasowej numeracji, inicjałów „B.K.” z koroną. Inicjały i korona dla oficerów były haftowane nićmi metalowymi, oksydowanymi na stare srebro, natomiast dla pozostałych podoficerów i kanonierów były wykonane z białego matowanego metalu. Jednocześnie Minister zezwolił podoficerom na noszenie przy ubiorze poza służbowym inicjałów haftowanych.
Z dniem 15 kwietnia 1994 roku minister obrony narodowej Piotr Kołodziejczyk nadał 12 Dywizji Zmechanizowanej w Szczecinie imię Bolesława Krzywoustego.